# Impero russo
L'Impero russo (in russo Российская империя?, Rossijskaja imperija), spesso indicato anche come Russia imperiale o Russia zarista, fu l'organismo statale che per volontà di Pietro I il Grande (1682–1725) governò la Russia dal 1721 fino alla forzata abdicazione di Nicola II (1894–1917) a seguito della rivoluzione di febbraio del 1917.
Venne preceduto dal Regno degli zar moscoviti e seguito dalla Repubblica russa. Tutti gli zar dell'impero appartennero alla famiglia dei Romanov. Dal punto di vista territoriale fu il terzo Stato più esteso della storia: nel 1790 si estendeva su tre continenti (Europa, Asia e Nord America), confinando tanto con la Prussia quanto con la provincia del Canada (Impero britannico), affacciandosi sia sul mar Baltico che sull'Oceano Pacifico. La superficie era di 23,7 milioni di km² (22,8 nel 1866), circa 1⁄6 di tutte le terre emerse del pianeta.
Economicamente l'impero era pesantemente legato all'agricoltura, con una bassa produttività e una forte presenza di servitù della gleba sino a quando questa non venne abolita definitivamente nel 1861. L'economia con il tempo seppe industrializzarsi con l'aiuto di investimenti stranieri nelle ferrovie e nelle fabbriche. I terreni vennero perlopiù governati dai nobili locali (i cosiddetti boiardi) dal X al XVII secolo e l'impero era posto sotto il controllo dell'imperatore, detto zar (scritto anche tsar o tzar). Lo zar Ivan III (1462–1505) preparò il terreno per accogliere le riforme dei secoli successivi: triplicò il territorio del suo Stato, pose fine alla dominazione dell'Orda d'oro, rinnovò il Cremlino di Mosca e fondò le principali istituzioni dello stato russo. Lo zar Pietro il Grande (1682–1725) combatté numerose guerre e costruì un impero moderno e forte al punto da imporsi come una tra le maggiori potenze europee della sua epoca; spostò la capitale da Mosca alla sua nuova città di San Pietroburgo e rimpiazzò i tradizionali e medievali modelli sociali e politici con un sistema razionalista ispirato al modello occidentale.
Caterina la Grande (1761–1796) regnò durante l'epoca d'oro della Russia: ella si preoccupò di espandere rapidamente la nazione con la conquista, la colonizzazione e la diplomazia. Continuò l'opera di modernizzazione introdotta da Pietro il Grande seguendo linee europeiste. Lo zar Alessandro II (1855–1881) promosse numerose riforme tra cui quella relativa all'emancipazione di 23 milioni di servi nel 1861. La sua politica nell'Europa orientale fu quella di proteggere i locali cristiani ortodossi che si trovavano a vivere sotto il governo dell'Impero ottomano. Questo coinvolgimento e altri portarono la Russia a entrare nella prima guerra mondiale nel 1914 e a schierarsi con Francia, Regno Unito e Serbia contro Germania, Austria-Ungheria e Impero ottomano. La Russia rimase una monarchia assoluta sino alla rivoluzione del 1905 e quindi divenne una monarchia costituzionale. L'impero collassò durante la rivoluzione di febbraio del 1917, in gran parte a causa della sua fallimentare partecipazione alla Grande Guerra.

## Storia
L'Impero russo venne ufficialmente proclamato da Pietro I a seguito del trattato di Nystad (1721), anche se alcuni storici asseriscono che esso possa considerarsi fondato quando Ivan III di Russia conquistò Novgorod o addirittura quando Ivan il Terribile conquistò il Khanato di Kazan. Secondo un altro punto di vista lo zarato, che venne introdotto a partire dall'incoronazione di Ivan IV nel 1547, era una parola all'epoca già utilizzata per indicare l'impero, mentre Pietro il Grande semplicemente la estese e la latinizzò. Gran parte dell'espansione dei confini della Russia avvenne peraltro nel XVII secolo, culminando con la prima colonizzazione russa nel Pacifico a metà del XVIII secolo e con la guerra russo-polacca (1654–1667) che permise di incorporare la parte occidentale dell'Ucraina oltre a favorire la conquista russa della Siberia.

### Inizi dell'Impero

#### Pietro il Grande, Caterina I, Anna ed Elisabetta e le rivoluzioni di palazzo

Versione "Minore" dello Stemma Ufficiale dell'Impero Russo; era la versione più utilizzata dello Stemma ed è spesso erroneamente considerata l'unica versione dello stemma dell'Impero russo

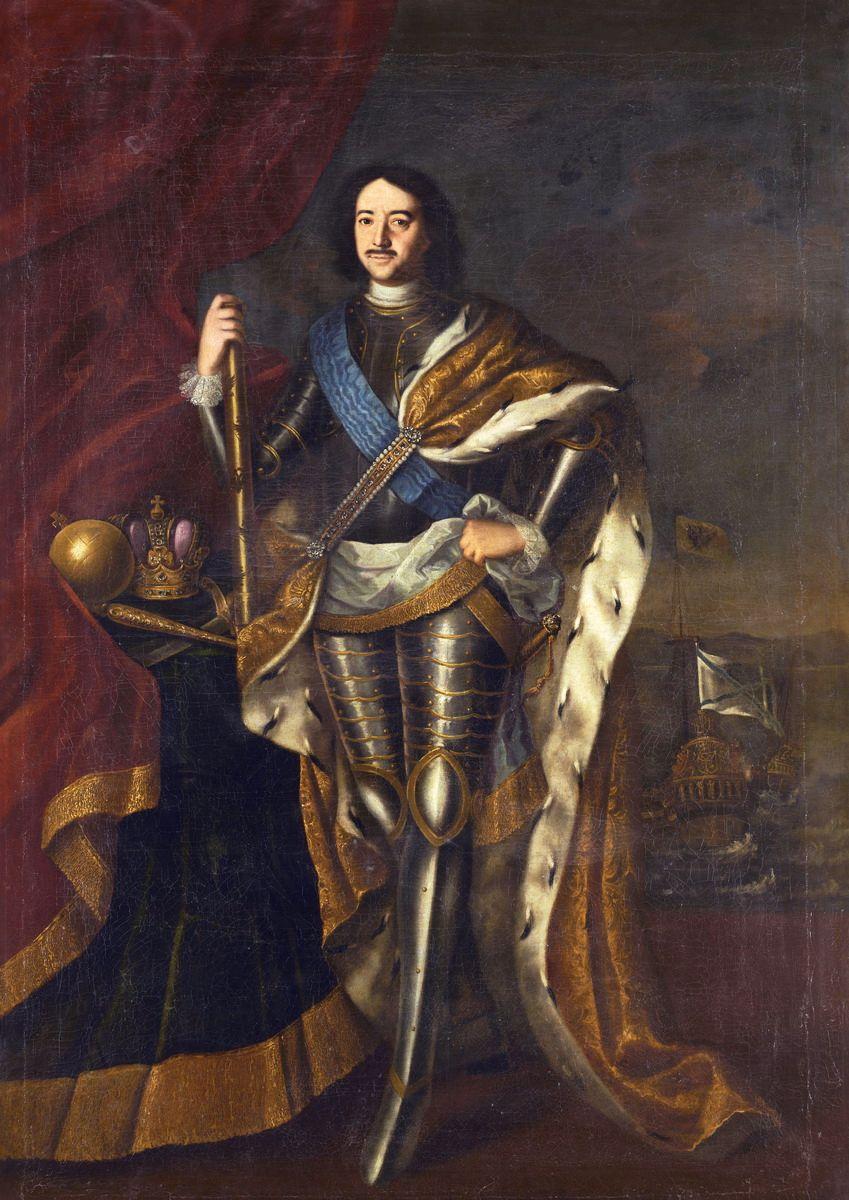
Pietro I il Grande fu il fondatore dell'Impero russo e rinominò ufficialmente Zarato di Russia l'impero russo nel 1721 e ne fu lui stesso il primo imperatore, per poi portare avanti delle riforme di governo che portarono alla trasformazione della Russia in una delle maggiori potenze europee

Pietro I il Grande (1672–1725) introdusse in Russia l'autocrazia e giocò un ruolo importante introducendo la sua nazione nel sistema di stati europei. Questa vastissima distesa di terra con una popolazione di 14.000.000 di abitanti, aveva solo poche parti destinate alla coltivazione di grano ed erano perlopiù situate a ovest, e quasi tutta la popolazione vi era dedita. Solo una piccola percentuale viveva nei villaggi. La classe dei cholop, praticante lo schiavismo, rimase una delle maggiori istituzioni in Russia sino al 1723 quando Pietro I decise di convertire gli schiavi in servi della gleba, includendoli nella tassazione.
I primi sforzi militari di Pietro I vennero diretti contro i turchi ottomani. La sua attenzione si rivolse poi al nord. Pietro era strenuamente intenzionato a ottenere un porto marittimo sicuro a nord dal momento che importanti città già in suo possesso come Arcangelo, erano per nove mesi all'anno completamente ghiacciati e quindi bloccati. L'accesso al Baltico gli venne impedito dagli svedesi il cui territorio confinava per tre quarti con la Russia. Le ambizioni di Pietro di garantirsi una finestra sul mare lo portarono a una alleanza con la Sassonia nel 1699, con la Confederazione polacco-lituana e con la Danimarca contro la Svezia, scatenando così la grande guerra del nord. Lo scontro si concluse nel 1721 quando gli svedesi ormai esausti richiesero la pace con la Russia. Pietro acquisì quattro nuove province poste a sud e a est del golfo di Finlandia, assicurandosi così i porti di cui abbisognava. In una di queste nuove aree fece costruire la nuova capitale della Russia, San Pietroburgo, che andò a rimpiazzare la vecchia Mosca che per molto tempo era stato il centro operativo e culturale russo. Nel 1722 iniziò ad amplificare la propria influenza sul Caucaso e sul Mar Caspio a spese della dinastia persiana dei Safavidi, all'epoca debole nell'area. Per raggiungere questo scopo, egli fece della città di Astrachan' il centro dei suoi sforzi militari contro la Persia, ingaggiando la guerra russo-persiana che si svolse su larga scala tra il 1722 e il 1723.
Pietro riorganizzò il suo governo sulla base dei modelli politici del suo tempo, modellando la Russia sulla base dei principi dello Stato assoluto francese che Luigi XIV di Francia aveva condotto con successo. Egli rimpiazzò l'antica Duma diretta dai boiardi (consiglio dei nobili) con un Senato di nove membri che di fatto aveva i poteri di un consiglio supremo di stato a cui venne assegnata la missione di raccogliere le tasse necessarie per amministrare la nazione (che difatti triplicarono sotto il suo governo). Il Paese venne inoltre suddiviso in nuove province e distretti. Come parte delle sue riforme di governo, la chiesa ortodossa venne parzialmente incorporata nelle strutture amministrative dello stato, rendendola de facto uno strumento di governo. Pietro abolì il patriarcato e lo rimpiazzò con un corpo collettivo, il Sacro Sinodo, guidato da ufficiali di governo. Nel frattempo, vennero rimosse tutte le antiche vestigia di autonomie locali presenti nell'impero.
Pietro morì nel 1725, lasciando una successione incerta. Dopo il breve regno di sua moglie Caterina I, la corona passò all'imperatrice Anna che rallentò le riforme ma condusse una soddisfacente guerra contro l'Impero ottomano che portò a un significativo indebolimento dei turchi nella Crimea.
L'insoddisfazione per la posizione dominante tenuta dai tedeschi baltici nella politica russa portarono la figlia di Pietro I, Elisabetta, al trono russo. Elisabetta fu una patrona delle arti, dell'architettura e delle scienze (per esempio fondò l'Università di Mosca), pur non portando a compimento significative riforme strutturali nello stato. Il suo regno, che durò circa venti anni, è noto anche per il coinvolgimento della Russia nella guerra dei sette anni che, pur dimostrandosi positiva a livello militare, fu infruttuosa a livello politico per la Russia.

### La Russia sotto Caterina II

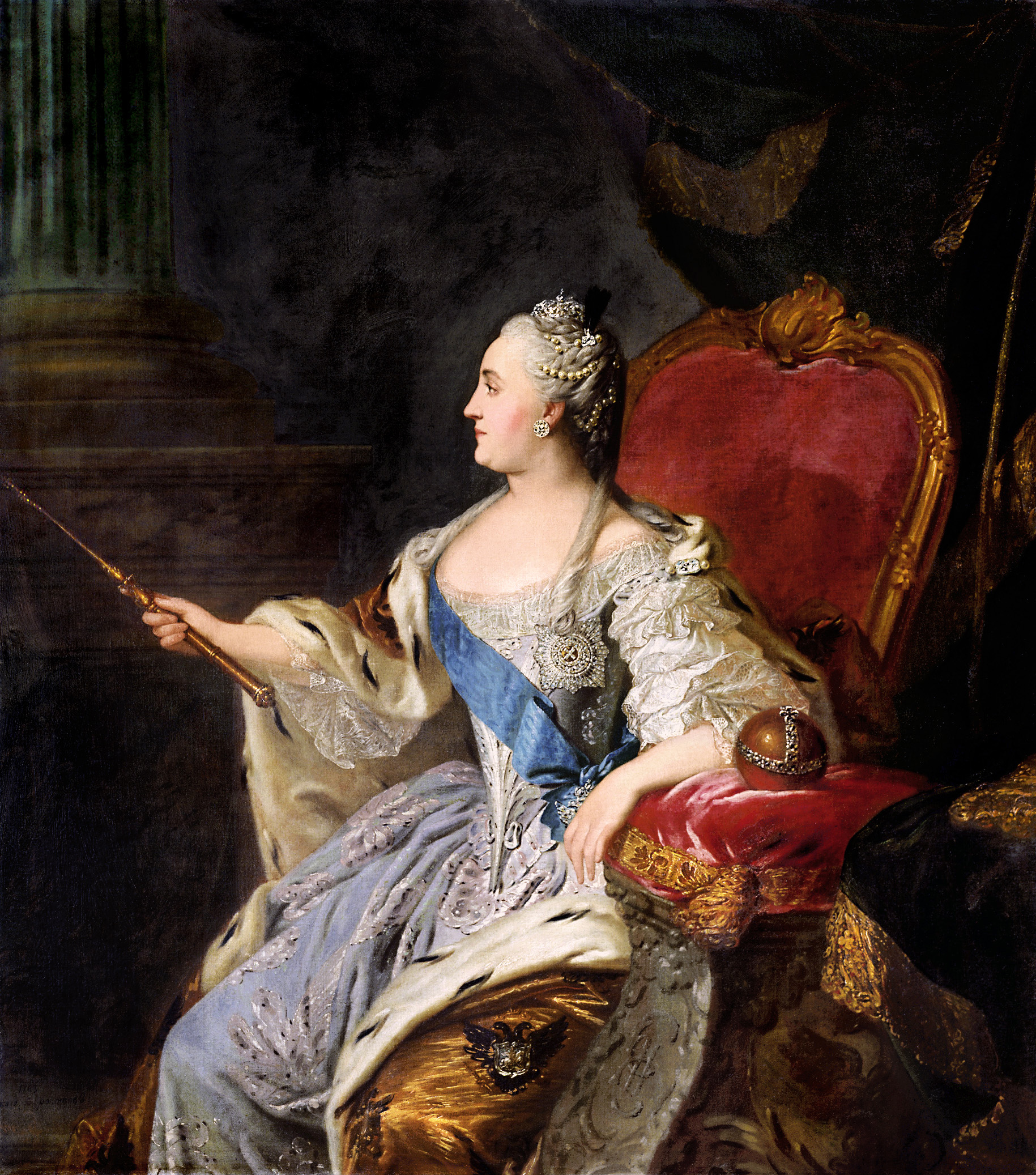
La zarina Caterina la Grande, che regnò dal 1762 al 1796, continuò l'espansione dell'impero russo e la sua modernizzazione. Lei, che si considerava un'assolutista illuminata, giocò un ruolo importante nello sviluppo dell'illuminismo russo.

Caterina la Grande fu una principessa tedesca che sposò Pietro III, erede tedesco alla corona russa. Dopo la morte della zarina Elisabetta, salì al potere con un colpo di Stato tramato contro il suo impopolare marito. Contribuì notevolmente alla ripresa della nobiltà russa e alla sua influenza, in particolare concedendo loro molte delle funzioni di stato nelle province. Rimosse la tassa sulle barbe introdotta da Pietro il Grande.
Caterina la Grande estese il controllo politico della Russia sulle terre della Confederazione polacco-lituana. Le sue azioni portarono al supporto della Confederazione di Targowica, sebbene i costi delle sue campagne militari, peggiorati ancor più dal sistema sociale oppressivo che prevedeva ancora la schiavitù, provocarono una rivolta contadina nel 1773, a seguito delle disposizioni di Caterina secondo le quali sarebbe stato possibile vendere gli schiavi indipendentemente dalle terre agricole. Ispirati da un cosacco di nome Pugačëv, al grido di "Impicchiamo tutti i proprietari terrieri!", i ribelli minacciarono di prendere Mosca per poi essere brutalmente soppressi. Al contrario dell'uso della tradizionale pena che prevedeva l'annegamento e lo squartamento, Caterina diede istruzioni segrete perché i giustizieri svolgessero il loro lavoro velocemente e con sofferenze minime per i condannati come parte del suo tentativo di mitigare la giustizia russa. Ordinò inoltre il processo pubblico per Dar'ja Nikolaevna Saltykova, una nobildonna dell'alta aristocrazia, accusata di tortura e omicidio. Questi gesti di compassione attirarono su Caterina un'attenzione positiva da parte degli altri stati europei nel pieno dell'epoca illuminista, ma lo spettro di una rivoluzione e di continui disordini continuarono a minacciare sia lei sia i suoi successori.
Per continuare ad assicurarsi il supporto della nobiltà, che risultò essenziale nel suo governo, Caterina venne obbligata a rafforzare la loro autorità e il loro potere a spese delle classi meno abbienti. La zarina si rese conto che ormai era finito il tempo della schiavitù, spingendosi nelle sue Nakaz ("Istruzioni") a dire che gli schiavi erano "gente come noi" - commento che la nobiltà ricevette con disgusto. Caterina riuscì a intraprendere una guerra fruttuosa contro l'Impero ottomano e avanzò i confini della Russia a sud verso il Mar Nero. Quindi, accordandosi con i regnanti di Austria e Prussia, incorporò i territori della Confederazione Polacco-Lituana durante le spartizioni della Polonia, spostando la frontiera russa a ovest, verso l'Europa centrale. Secondo il trattato che la Russia aveva siglato con i georgiani per proteggerli da future invasioni da parte della Persia, Caterina intraprese una guerra contro la Persia nel 1796 dopo che questa aveva invaso la Georgia e aveva espulso tutte le guarnigioni russe nel Caucaso. All'epoca della sua morte nel 1796, la politica espansionista di Caterina aveva tramutato la Russia in una tra le maggiori potenze europee. Questa politica continuò con Alessandro I che si concentrò sulla Finlandia strappandola all'ormai debole regno di Svezia nel 1809 e sulla Bessarabia, ottenendola dal principato di Moldavia.

#### La condizione economica

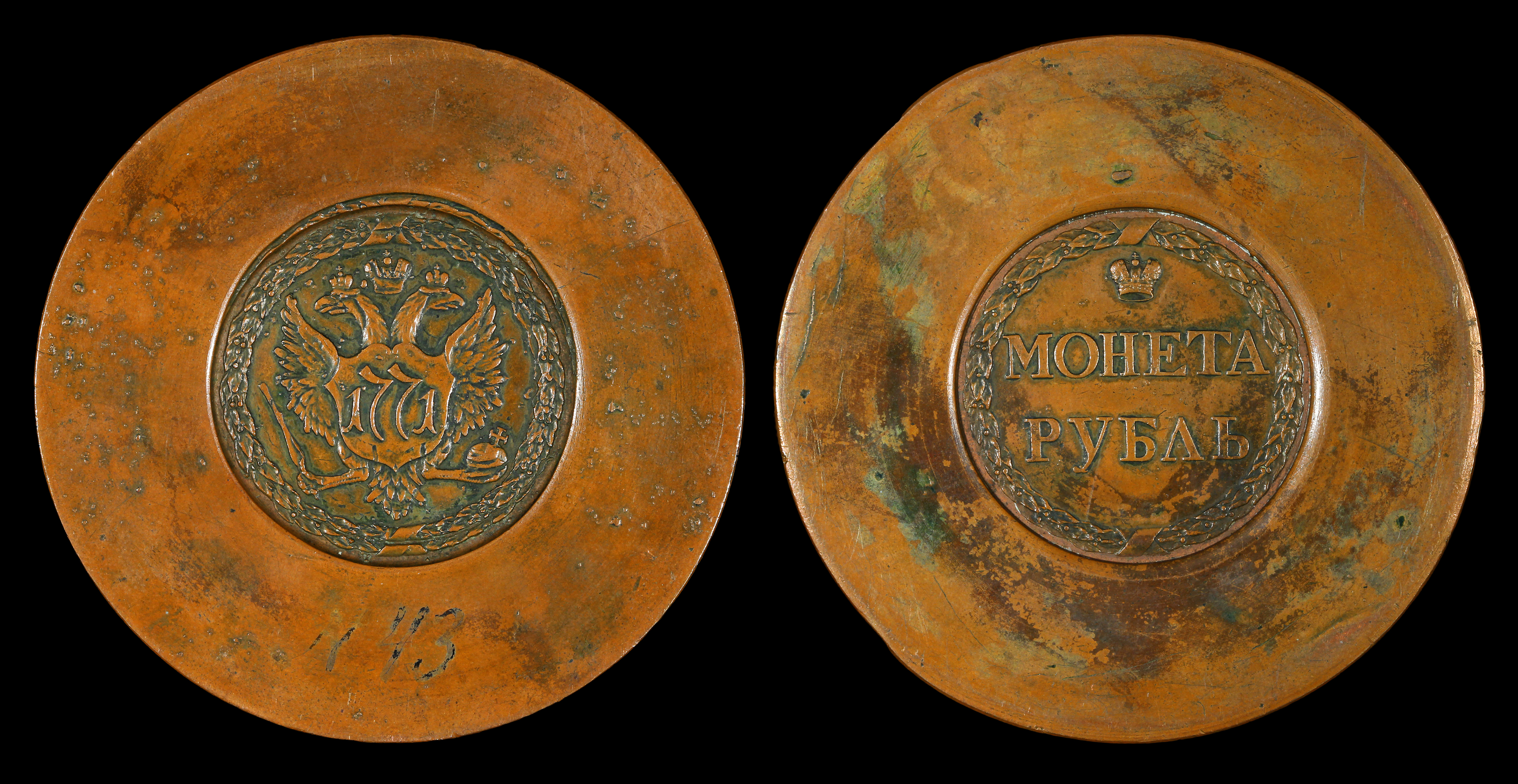
Un Rublo Sestroretsk di Caterina II (1771) era realizzato in rame e misurava 77 mm di diametro per uno spessore di 26 mm e un peso di grammi. Esso è ancora oggi la moneta più grande e pesante mai coniata da uno stato.

La Russia di Caterina II fu sempre e costantemente sotto la minaccia di un tracollo finanziario. Pur con entrate che passarono da 9000000 di rubli del 1724 a 40000000 nel 1794, anche le spese erano cresciute rapidamente, raggiungendo i 49000000 nel 1794. Il budget era occupato per il 46% dalle spese militari, il 20% era destinato alle attività economiche di governo, il 12% all'amministrazione e il 9% alla corte imperiale di San Pietroburgo. Il 5% del budget era destinato al pagamento dei debiti. Sotto Caterina II vennero coniate le prime banconote russe per coprire le spese di guerra, causando un aumento dell'inflazione. Con queste spese, la Russia ebbe un esercito grande e ben equipaggiato, ma anche una burocrazia vasta e complessa, e una corte in grado di rivaleggiare con quelle omologhe di Parigi e Londra. Ancora a metà del XVIII secolo la Russia poteva definirsi "un Paese povero, arretrato, perlopiù agricolo e analfabeta".

### L'impero russo nel XIX secolo

#### La prima metà dell'Ottocento

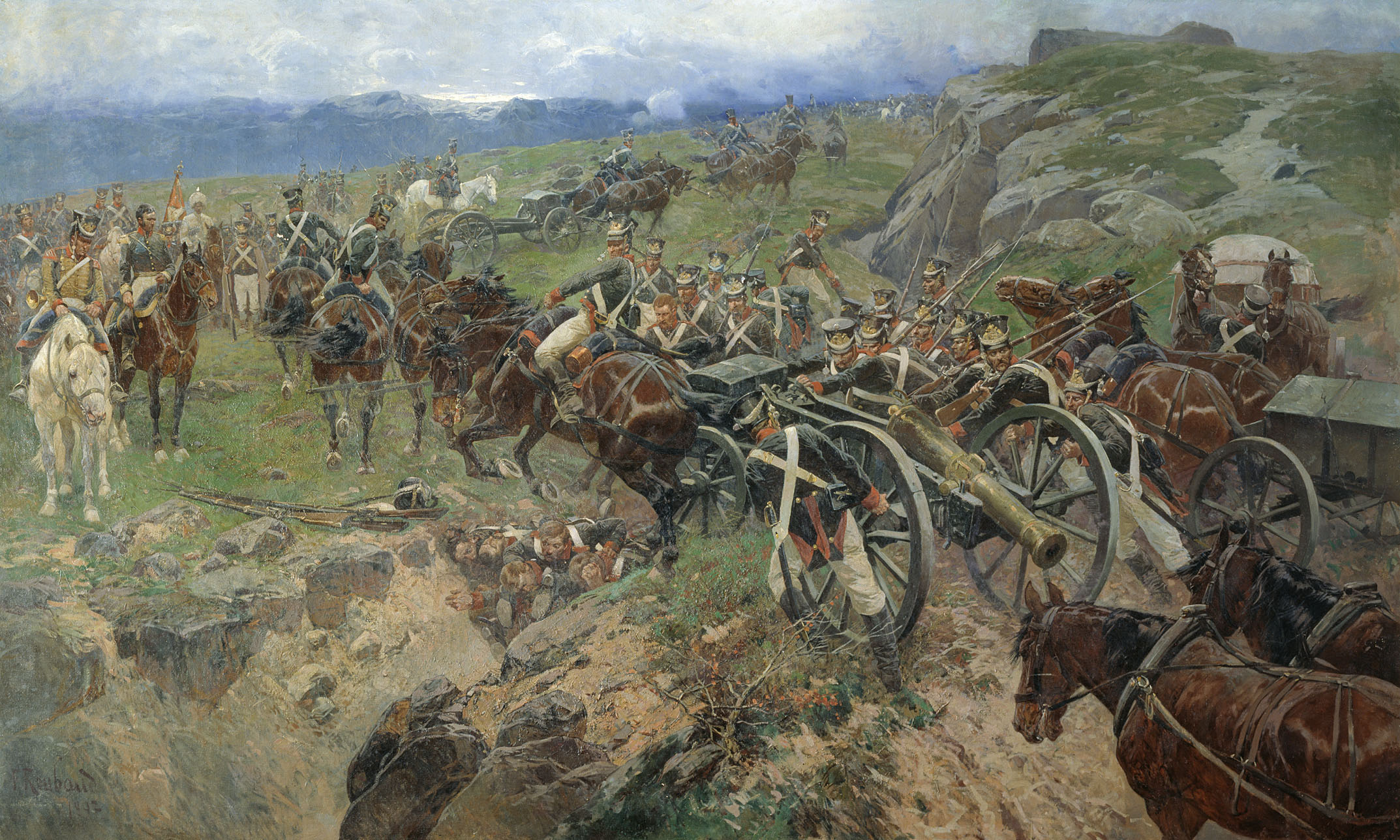
L'esercito russo si prepara per invadere la Persia e dare inizio alla guerra russo-persiana del 1804-1813

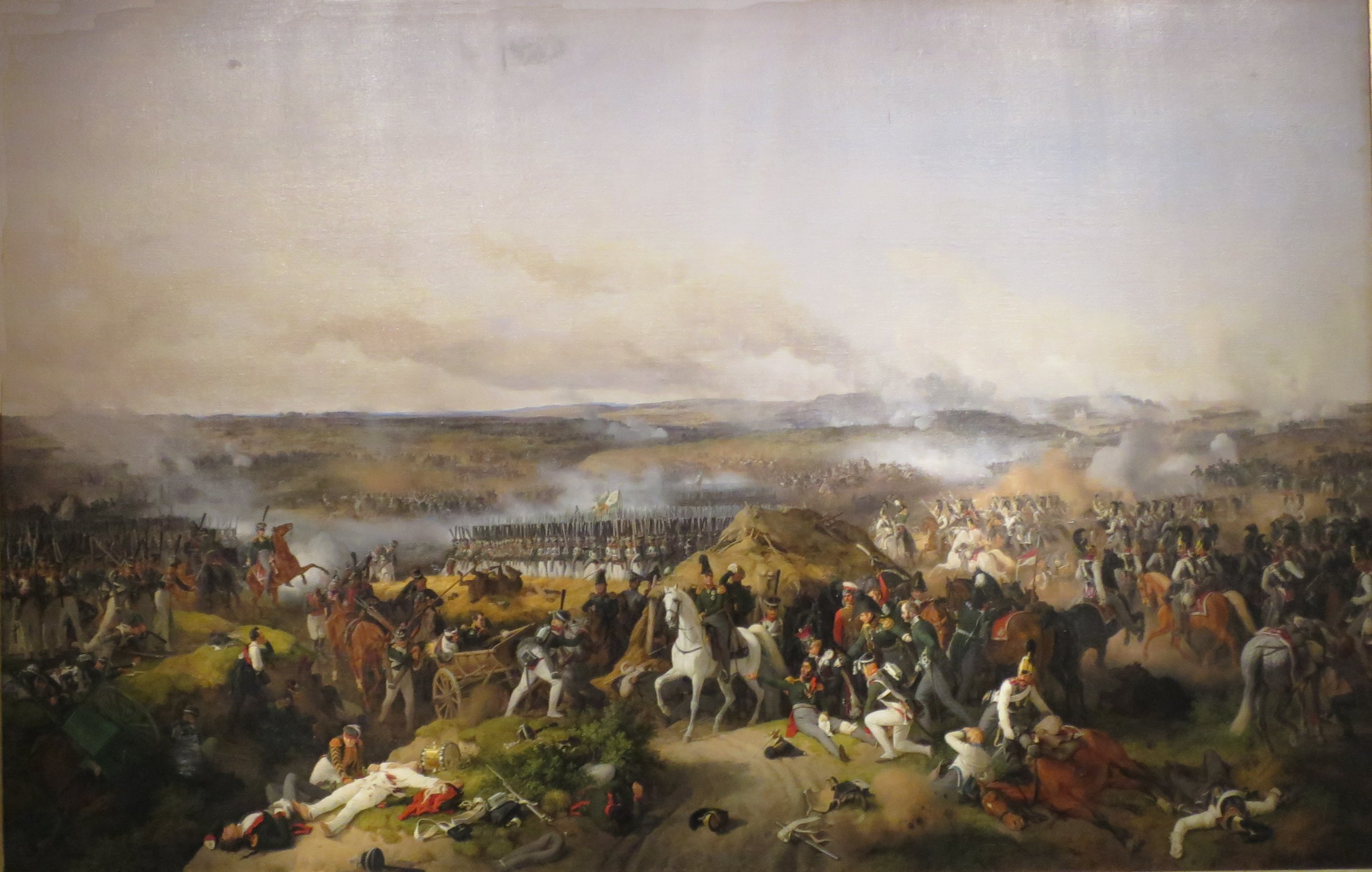
Durante la campagna di Russia, il generale Pyotr Bagration, ferito, dà ordini alla battaglia di Borodino.

L'imperatore francese Napoleone Bonaparte, dopo uno scontro con lo zar Alessandro I di Russia, lanciò un'invasione della Russia nel 1812, che risultò catastrofica per la Francia. Per quanto la Grande Armée di Napoleone riuscì a raggiungere Mosca, i russi applicarono la strategia della terra bruciata per evitare che gli invasori potessero occupare serenamente il paese. L'inverno russo, poi, fece il resto e migliaia di soldati francesi morirono assiderati oltre che nelle numerose imboscate tese loro dalla resistenza russa. Quando Napoleone ordinò la ritirata, le truppe russe lo inseguirono sin nell'Europa occidentale ed entrarono a Parigi. La Russia e i suoi alleati sconfissero Napoleone e Alessandro divenne il nuovo "salvatore dell'Europa", presiedendo le fasi fondamentali del Congresso di Vienna per ridisegnare la carta politica dell'Europa. Alessandro venne in quel contesto consacrato anche re di Polonia.
Anche se la Russia aveva giocato un ruolo politico fondamentale nella sconfitta della Francia napoleonica, la sua volontà di mantenere la schiavitù ne precludeva il progresso economico e la fiducia internazionale. Se l'economia dell'Europa occidentale aumentò notevolmente durante la rivoluzione industriale, la Russia rimase invece indietro, creando altre debolezze che impedirono all'impero di essere effettivamente in tutto e per tutto una grande potenza. Questo status era dovuto in parte all'inefficienza del governo russo, all'isolamento della popolazione locale e alla sua arretratezza economica. Dopo la sconfitta di Napoleone, Alessandro I si era impegnato per discutere delle riforme costituzionali, e alcune vennero effettivamente introdotte, ma troppo poche perché qualcosa cambiasse davvero.
Lo zar liberale venne rimpiazzato dal fratello minore, Nicola I (1825–1855), che sin dall'inizio del suo regno dovette confrontarsi con delle rivolte. Le radici di questi scontri affondavano nel periodo delle guerre napoleoniche quando molti giovani ufficiali russi si erano portati in Europa e avevano avuto modo di entrare in contatto con le idee del liberalismo ed erano quindi tornati in patria incoraggiando queste stesse riforme nella Russia autocratica. Il risultato fu la rivolta decabrista (dicembre 1825), l'opera di una piccola cerchia di nobili liberali e ufficiali dell'esercito che intendevano installare il fratello di Nicola come monarca costituzionale. La rivolta venne ben presto repressa, portando Nicola a distanziarsi dal programma di modernizzazione inaugurato da Pietro il Grande, divenendo invece un campione del nazionalismo autocrate e ortodosso russo.
Il risultato della rivolta fece del 14 dicembre una data particolarmente nota ai rivoluzionari nel corso di tutto il secolo. Per impedire future rivolte, venne intensificata la censura, inclusa una costante vigilanza sulle scuole e le università. I testi scolastici dovevano essere approvati direttamente dal governo. Spie della polizia vennero poste ovunque. I rivoluzionari venivano inviati in Siberia – sotto Nicola I centinaia di migliaia vennero inviati alla katorga.
La Russia in questo periodo si dimostrò spaccata tra il modernismo occidentale e un ritorno al tradizionalismo russo del passato. Quest'ultima opzione era perseguita in particolare dagli slavofili. Questi si opponevano anche alla burocrazia, preferendo il collettivismo della Russia medievale (obščina o mir) anziché l'individualismo occidentale. Dottrine sociali più estreme vennero elaborate anche da alcuni radicali russi di sinistra come Aleksandr Gercen, Michail Bakunin, e Pëtr Kropotkin.

##### Politica estera
Dopo che l'esercito russo ebbe liberato la Georgia dall'occupazione voluta dalla dinastia Qajar nel 1802 con la guerra russo-persiana (1804-1813), i soldati dell'impero russo riuscirono a schiacciare il controllo della Persia nell'area e vennero anche coinvolti nella guerra caucasica. La conclusione della guerra con la Persia portò alla cessione dell'attuale Dagestan, in Georgia, e di gran parte dell'Azerbaigian alla Russia a seguito del trattato di Golestan. La parte sudoccidentale della Russia tentò di espandersi a spese dell'Impero ottomano, utilizzando i nuovi territori georgiani acquisiti come base per queste operazioni. Alla fine degli anni 1820 la Russia intraprese nuove campagne militari. Pur avendo perso gran parte delle proprie conquiste recenti già nel primo anno della guerra russo-persiana (1826-1828), la Russia riuscì a concludere il conflitto con termini favorevoli nel trattato di Turkmenchay, incluse il mantenimento dell'Armenia, dell'Azerbaigian e della provincia di Iğdır. Nella guerra russo-turca del 1828-29 la Russia invase l'Anatolia nordorientale e occupò le città strategiche di Erzurum e Gümüşhane e, ponendosi come protettrice e salvatrice della popolazione locale di fede greco-ortodossa, ricevette il supporto da parte dei greci pontici. Dopo una breve occupazione, l'esercito russo si ritirò in Georgia.
Gli zar russi si trovarono a dovere sopprimere due rivolte nei territori polacchi: la rivolta di novembre nel 1830 e la rivolta di gennaio nel 1863. L'autocrazia russa aveva infatti dato ragione ai polacchi di ribellarsi nel 1863 per rivendicare la loro cultura, la loro religione e la loro lingua come legittimi. Il risultato fu la Rivolta di gennaio, una rivolta di notevoli dimensioni, che venne repressa con la forza. Francia, Regno Unito e Austria tentarono di intervenire nella crisi ma non furono in grado. La stampa russa patriottica sfruttò la rivolta polacca come pretesto per unificare la Russia stessa, pretendendo che Dio in persona avesse dato alla Russia la missione di salvare la Polonia e il mondo intero. La Polonia venne punita perdendo i propri diritti politici e giudiziari distinti rispetto alla Russia e la russificazione venne imposta sia nelle scuole che nei tribunali locali.

#### Le trasformazioni della Russia nella seconda metà del XIX secolo

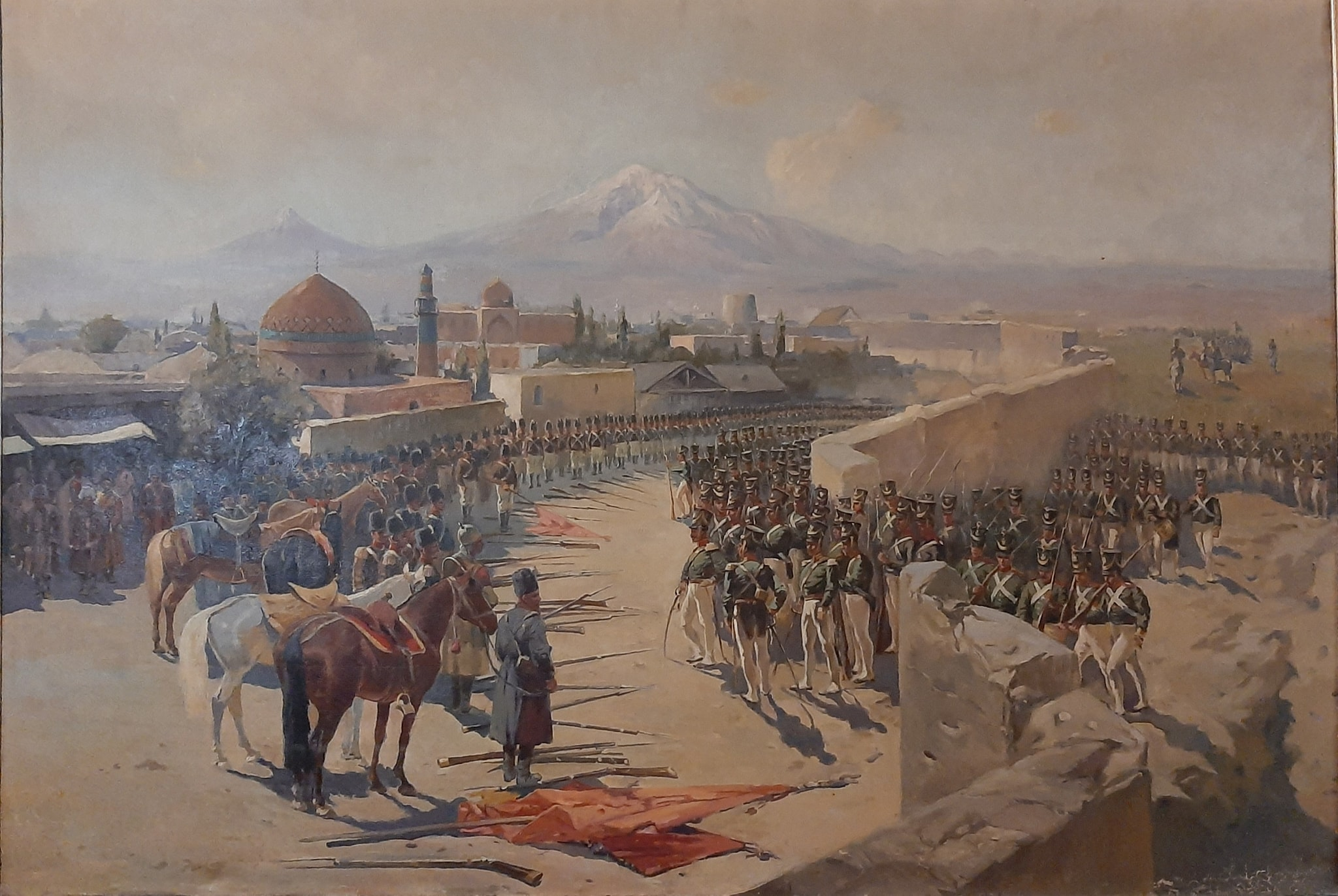
La fortezza di Erivan assediata nel 1827 dalle forze russe nel corso della guerra russo-persiana (1826-1828).

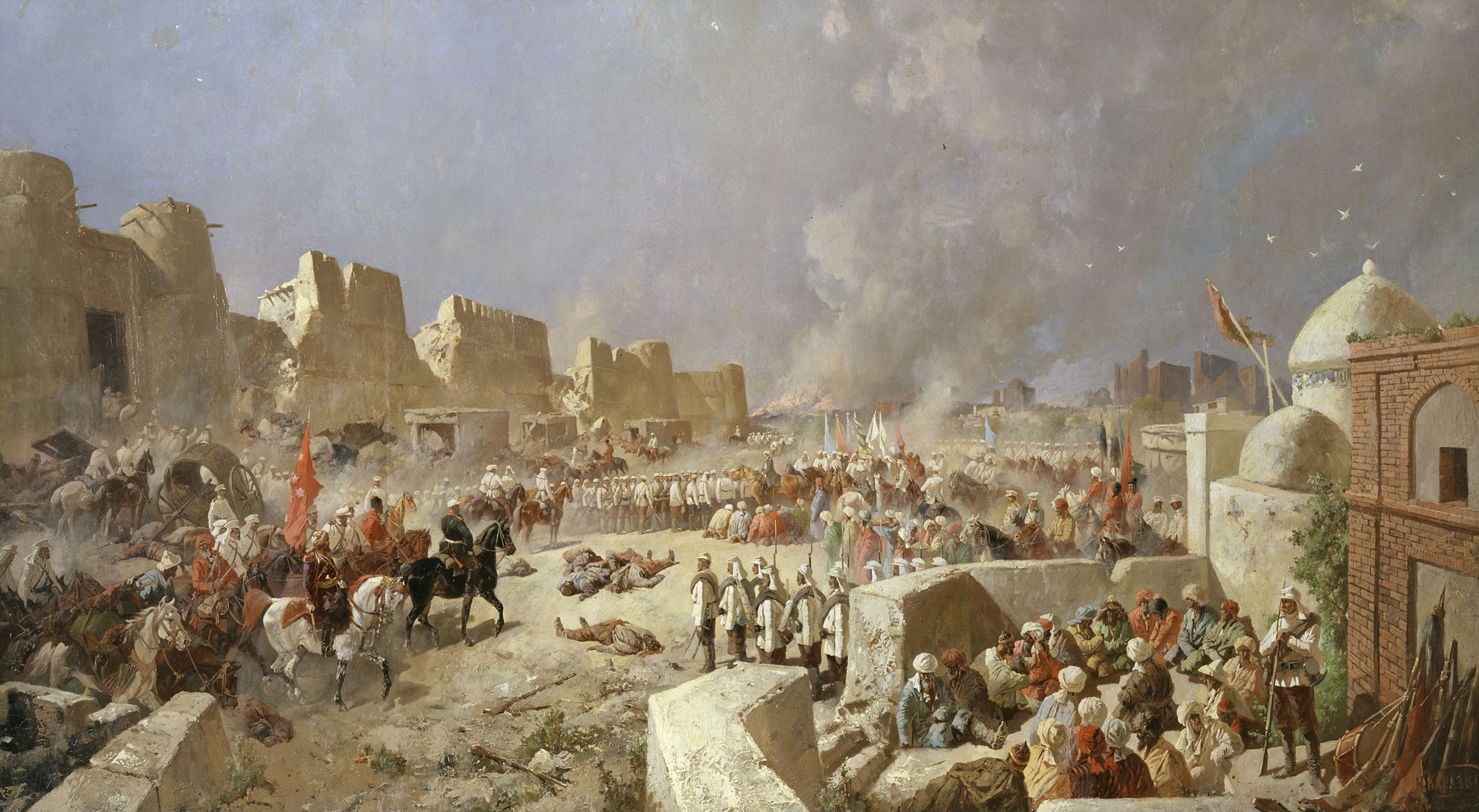
Le truppe russe conquistano Samarcanda (8 giugno 1868)

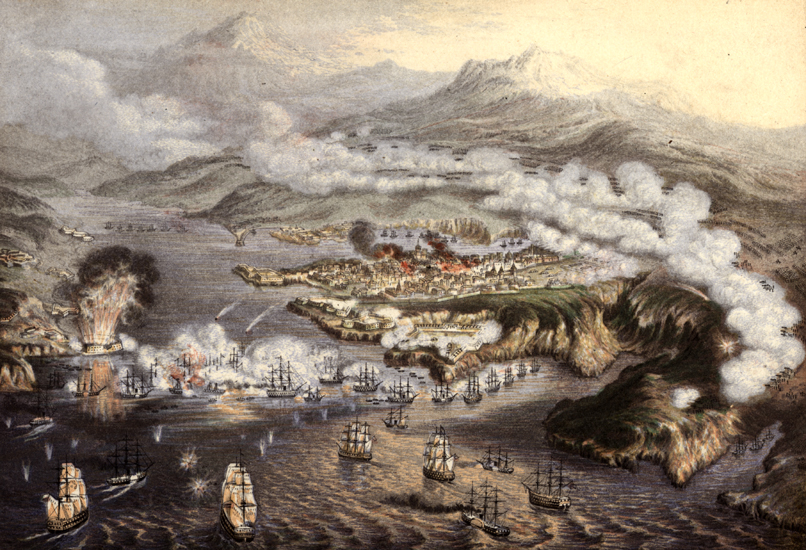
L'undicesimo mese di assedio della base navale russa di Sebastopoli durante la guerra di Crimea

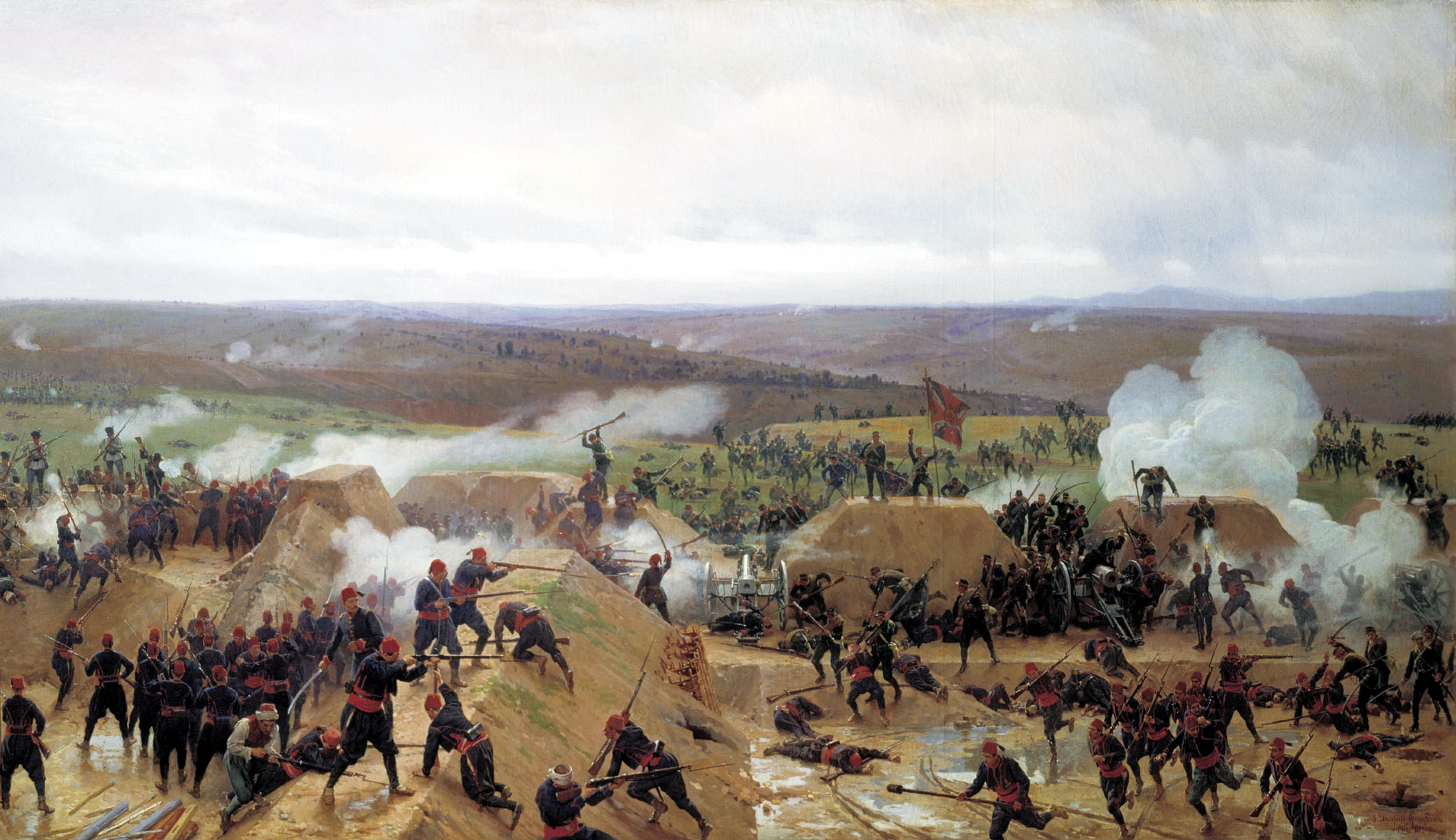
La presa russa del ridotto ottomano nell'assedio di Plevna, durante la guerra russo-turca (1877-1878).

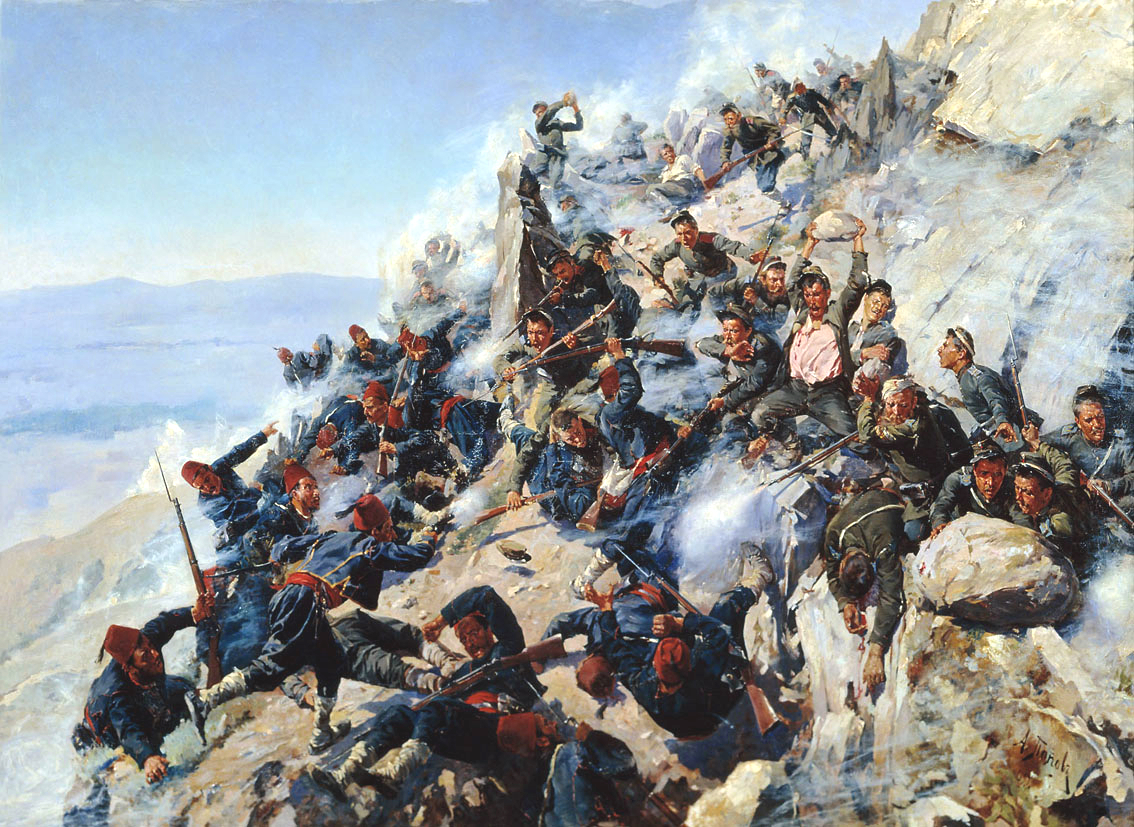
La battaglia del passo di Shipka durante la guerra russo-turca (1877-1878).

Nel 1854–55 la Russia perdette la guerra di Crimea contro Gran Bretagna, Regno di Sardegna, Francia e Turchia. Il Conflitto venne combattuto prevalentemente nella penisola di Crimea ma anche nel Baltico. Pur avendo giocato un ruolo fondamentale nella sconfitta di Napoleone dove si era guadagnata la considerazione generale di potenza invincibile, la Russia non poté nulla contro una coalizione composta dalle principali potenze europee e rappresentò in questo l'ultimo atto della decadenza del regime dello zar Nicola I.
Quando Alessandro II ascese al trono nel 1855, vi era ovunque un profondo desiderio di riforme. Un crescente movimento umanitario si scagliava contro la schiavitù ancora praticata in Russia. Nel 1859, in Russia si contavano 23.000.000 di schiavi che vivevano in condizioni misere. Alessandro II decise di abolire la servitù della gleba anziché aspettarsi che essa venisse abolita con una rivoluzione che avrebbe potuto danneggiare irreparabilmente lo stato russo e l'economia delle classi più agiate.
Le riforme del 1861 liberarono gli schiavi con uno degli eventi più importanti della storia della Russia nel XIX secolo e pose fine al monopolio esclusivo del possesso della terra da parte dell'aristocrazia. Ulteriori riforme in quel decennio portarono alla maggior definizione del ruolo del governo russo nell'ambito delle proprietà e della protezione delle stesse. L'emancipazione portò ulteriore lavoro nelle città, stimolando l'industria e la crescita della borghesia per numero e influenza sociale. Anziché ricevere delle terre da lavorare come compensazione, i contadini liberati dal giogo della servitù della gleba erano costretti a pagare una tassa speciale per il resto della loro vita al governo, il quale avrebbe provveduto a rifondere i loro antichi proprietari del bene perduto e molti si risolvevano quindi a rivendere le terre acquistate ai loro stessi proprietari per vedersi riconosciuta la libertà. Le proprietà contadine erano spesso radunate collettivamente in mir, comunità di villaggio, che dividevano poi equamente la terra tra i contadini presenti. Pur essendo stata abolita, la servitù non portò gli effetti positivi sperati e anzi alimentò le tensioni rivoluzionarie, malgrado le buone intenzioni di Alessandro II.
Alessandro II ottenne la Manciuria settentrionale dalla dinastia Qing della Cina tra il 1858–1860 e vendette i territori dell'America russa (l'attuale Alaska) agli Stati Uniti nel 1867 (acquisto dell'Alaska).
Sul finire degli anni '70 dell'Ottocento la Russia e l'Impero ottomano si scontrarono nuovamente sul terreno dei Balcani. Dal 1875 al 1877, la crisi balcanica si intensificò con ribellioni contro il governo ottomano da parte delle varie popolazioni slave dell'area, che i turchi dominavano dal XVI secolo. Questo fatto venne visto come un rischio dalla Russia che pure aveva soppresso i musulmani dell'Asia centrale e del Caucaso. L'opinione nazionalista russa divenne il principale supporto per la liberazione dei cristiani dei Balcani dal governo ottomano, con l'intento di rendere la Bulgaria e la Serbia indipendenti. All'inizio del 1877, la Russia intervenne nella guerra russo-turca (1877-1878). Nel giro di un anno, le truppe russe raggiunsero Istanbul e gli ottomani si arresero. I diplomatici nazionalisti russi e i generali persuasero Alessandro II a costringere gli ottomani a firmare il trattato di Santo Stefano nel marzo del 1878, creando così la Bulgaria. Quando la Gran Bretagna minacciò di dichiarare guerra ai termini del Trattato di Santo Stefano, la Russia si ricredette. Al Congresso di Berlino del luglio del 1878, la Russia si accordò per la creazione di una Bulgaria di ridotte dimensioni, come principato autonomo interno all'Impero ottomano. Il risultato fu un panslavismo che non piacque né all'Austria né alla Germania. Sfiduciata dal risultato ottenuto, la Russia sostenne la Serbia, la Romania e il Montenegro nella loro lotta contro gli ottomani.
Altro evento che si concluse a favore della Russia fu la guerra russo-turca del 1877–78 che portò all'acquisizione delle province ottomane di Batum, Ardahan e Kars in Transcaucasia, che vennero unite e trasformate negli oblast' di Batumi e oblast' di Kars. Per rimpiazzare i musulmani fuggiti all'arrivo dei russi e passati oltre la frontiera ottomana, i russi si organizzarono per portare in loco georgiani, greci caucasici e armeni.

#### Alessandro III
Nel 1881 Alessandro II venne assassinato dalla Narodnaja Volja, un'organizzazione terroristica nichilista. Il trono passò ad Alessandro III (1881–1894), un reazionario che ravvivò appieno l'ortodossia, l'autocrazia e il nazionalismo di Nicola I. Convinto slavofilo, Alessandro III credeva che la Russia potesse essere salvata dai tumulti unicamente convivendo con le influenze di altri paesi europei. Durante il suo regno la Russia dichiarò l'Alleanza franco-russa per contenere il crescente potere della Germania, completando la sua espansione in Asia centrale grazie a importanti concessioni territoriali e commerciali ottenute dai Qing della Cina. Il più influente consigliere dello zar fu Konstantin Pobedonoscev, tutore di Alexander III e di suo figlio Nicola, nonché procuratore del Santo Sinodo dal 1880 al 1895. Egli insegnò ai suoi pupilli il timore per i discorsi e per la stampa, come pure il disprezzo della democrazia, delle costituzioni e del sistema parlamentare. Con Pobedonostsev, i rivoluzionari vennero perseguitati e venne portata avanti in tutto l'impero una politica di russificazione.

##### Politica estera
La Russia ebbe ben più difficoltà a espandersi a sud, conquistando il Turkestan. Anche la Gran Bretagna iniziò ad allarmarsi quando la Russia minacciò l'Afghanistan, interpretando il fatto come un'implicita minaccia all'India, e ne seguirono decenni di delicate manovre diplomatiche chiamate Grande gioco. Alla fine nel 1907 venne conclusa l'intesa anglo-russa. L'espansione in Siberia fu lenta e costosa, ma alla fine divenne possible grazie alla costruzione della ferrovia transiberiana dal 1890 al 1904. Questa importante opera aprì le frontiere dell'Asia orientale e gli interessi russi si focalizzarono in Mongolia, in Manciuria e in Corea. La Cina era troppo debole per resistere e venne posta sempre più sotto l'influenza russa. Il Giappone si oppose invece fermamente all'espansionismo russo e sconfisse la Russia nella guerra del 1904-1905. Il Giappone acquisì la Corea, ma la Manciuria rimase un'area contesa tra le due potenze. Nel frattempo la Francia, alla ricerca di alleati contro la Germania dopo il 1871, formò un'alleanza militare con la Russia nel 1894, ottenendone anche il supporto diplomatico necessario. Quando la Persia venne informalmente divisa nel 1907, Gran Bretagna, Francia e Russia iniziarono sempre più a ravvicinarsi per opporsi a Germania e Austria. Costituirono insieme la Triplice intesa che ebbe un ruolo centrale nella prima guerra mondiale. La guerra scoppiò infatti quando l'impero austro-ungarico, con il deciso supporto dell'impero tedesco, tentò di reprimere il nazionalismo serbo supportato dalla Russia. Ognuno per la sua parte iniziò a mobilitarsi e Berlino decise di invadere il Belgio e la Francia a ovest, e poi la Russia a est.

### Gli ultimi anni dell'autocrazia

#### I primi anni del Novecento

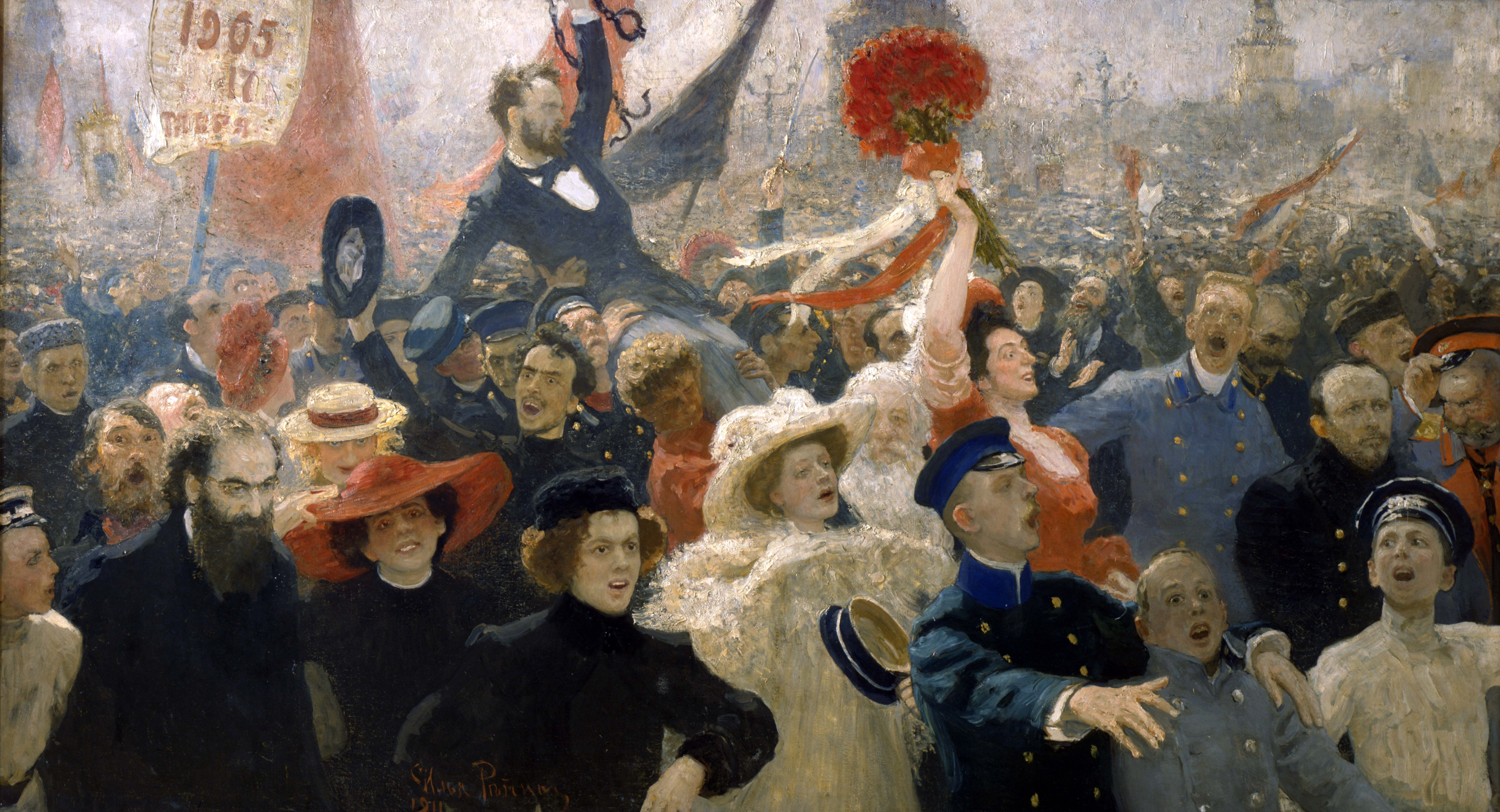
Una scena della prima rivoluzione russa in un dipinto di Ilya Repin.

Nel 1894, Alessandro III venne succeduto al trono da suo figlio, Nicola II, il quale era intenzionato a mantenere lo schema autocratico ereditato da suo padre. Nicola II diede prova di essere un monarca poco capace e la fine della sua dinastia coincise con la rivoluzione. La rivoluzione industriale iniziò sotto il regno di Nicola II a dare i propri frutti, ma il paese rimase comunque rurale e povero. Gli elementi liberali tra i capitalisti industriali e la nobiltà credevano nelle riforme sociali pacifiche e nella monarchia costituzionale e pertanto costituirono il Partito Costituzionale Democratico o partito dei Cadetti. Le condizioni economiche dopo il 1890 grazie a nuove colture come la canna da zucchero e l'accesso ai nuovi trasporti garantito dalle ferrovie, migliorarono. Incrementò la produzione totale di grano, permettendo anche la crescita delle esportazioni. Vi fu comunque un lento miglioramento degli standard di vita dei contadini russi prima del 1914.
In politica gli elementi reazionari dell'aristocrazia continuarono a favorire i grandi proprietari terrieri che sempre più di frequente iniziarono a vendere i loro vasti patrimoni. Il partito di ottobre era una forza conservatrice con una base costituita da proprietari terrieri e uomini di affari. Questi si dichiararono pronti ad accettare nuove riforme sulla terra, ma insistettero sul pieno risarcimento dei proprietari. I Cadetti rappresentavano in effetti la borghesia della Russia dell'epoca. A sinistra si trovavano invece i Rivoluzionari Socialisti e i Socialdemocratici che intendevano invece espropriare i proprietari delle loro terre, senza alcun risarcimento, ma erano dibattuti se poi tali terre dovessero essere ridistribuite ai contadini come proprietari o se esse avessero dovuto essere gestite dalle comunità locali. Il Partito Socialista invocava la distribuzione della terra ai soli lavoratori, i contadini. Altro gruppo radicale era quello del Partito Socialdemocratico Laburista Russo, massimo esponente del marxismo. I Socialdemocratici credevano invece che la rivoluzione dovesse partitre dai lavoratori urbani e non dai contadini.
Nel 1903, al secondo congresso del partito socialista russo a Londra, il partito si divise in due ali: i gradualisti menscevichi e i più radicali bolscevichi. I menscevichi credevano che la classe lavoratrice russa fosse insufficientemente sviluppata e che il socialismo potesse essere raggiunto solo dopo un periodo di governo borghese democratico. Per questo tesero ad allearsi con le forze del liberalismo borghese. I bolscevichi, guidati da Vladimir Lenin, supportavano l'idea di formare una piccola élite di rivoluzionari professionisti, soggetti a una strenua disciplina di partito, che agissero come avanguardia per il proletariato di modo da prendere il potere con la forza.

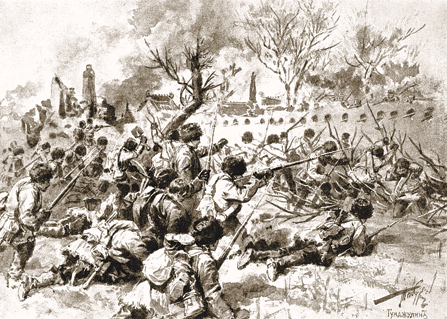
La battaglia di Mukden durante la guerra russo-giapponese (1904–1905).

La sconfitta della Russia nella guerra russo-giapponese (1904–1905) fu uno dei fallimenti maggiori del regime zarista e incrementò il potenziale di protesta. Nel gennaio del 1905, un incidente noto come "domenica di sangue" scoppiò quando padre Georgij Gapon guidò un'enorme folla verso il Palazzo d'Inverno a San Pietroburgo per presentare una petizione allo zar. Quando la processione raggiunse il palazzo, i soldati aprirono il fuoco sulla folla, uccidendo centinaia di persone. I russi erano così arrabbiati per l'inutile massacro che proclamarono lo sciopero nazionale e chiesero la proclamazione di una repubblica democratica. Questi fatti segnarono l'inizio della rivoluzione del 1905. I Soviet (consigli dei lavoratori) iniziarono ad apparire nelle principali città per guidare l'opera dei rivoluzionari. La Russia venne paralizzata e il governo si trovò improvvisamente senza possibilità di azione.
Nell'ottobre del 1905, lo zar Nicola II, seppur riluttante, proclamò il manifesto di ottobre che acconsentì alla creazione della Duma nazionale (parlamento). Il diritto di voto venne esteso e nessuna legge poteva essere approvata senza il parere finale della Duma. I gruppi moderati si dissero soddisfatti, ma i socialisti definirono queste concessioni come insufficienti e tentarono di organizzare nuovi scioperi. Alla fine del 1905, vi era una tale disunità tra i riformatori che la posizione dello zar ne uscì persino fortificata.
Nicola concesse una Costituzione e una Duma con poteri minimi, ma non accettò mai di essere un monarca costituzionale, cosa che considerava una diminuzione della sua autorità, e Alessandra un furto dei diritti di suo figlio come governante assoluto per diritto divino.

#### La prima guerra mondiale, la rivoluzione e il crollo dell'impero russo

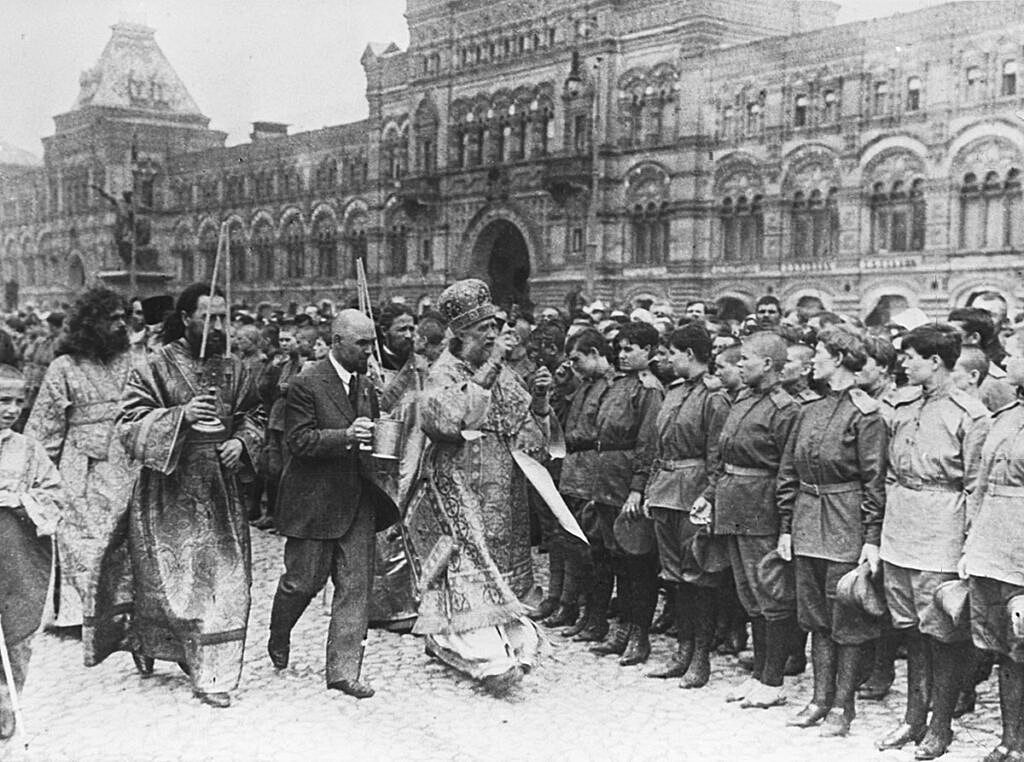
Il patriarca Tikhon di Mosca benedice le truppe nel 1917

Lo zar Nicola II e i suoi sudditi entrarono nella prima guerra mondiale con entusiasmo e pieni di patriottismo per la difesa che la Russia aveva promesso agli ortodossi slavi e serbi. Nell'agosto del 1914, l'esercito russo invase la provincia tedesca della Prussia orientale e occupò una parte significativa della Galizia che era possedimento austriaco per supportare i serbi e i loro alleati, inglesi e francesi. Nel settembre del 1914, su pressione della Francia, i russi vennero costretti a fermare la loro offensiva contro l'Austria-Ungheria in Galizia per attaccare la Slesia tedesca. Il saldo controllo che la Germania stabilì sul mar Baltico e sul Mar Nero (in quest'ultima posizione grazie all'appoggio dell'Impero ottomano, suo alleato), la Russia si trovò ben presto senza rifornimenti esterni né potenziali mercati di acquisto.
A metà del 1915 l'impatto della guerra aveva ormai raggiunto livelli demoralizzanti. Il cibo era scarso, le perdite erano sempre maggiori e l'inflazione aumentava a vista d'occhio. Insorsero scioperi tra i lavoranti sottopagati delle fabbriche russe e i contadini, che volevano la riforma sulla proprietà della terra, si trovavano anch'essi in stato di agitazione. Lo zar decise di prendere personalmente il comando dell'esercito e si spostò al fronte, lasciando sua moglie, la zarina Alessandra, nella capitale. L'emofilia da cui era affetto lo zarevic Alessio e l'influenza del contadino siberiano Grigorij Rasputin (1869–1916), che convinse la famiglia reale di possedere poteri di guaritore, peggiorarono notevolmente la credibilità dello zar. Rasputin ebbe una sempre maggiore influenza al punto che un gruppo di aristocratici zaristi decise di ucciderlo sul finire del 1916, ma questo non consentì il recupero del prestigio dello zar.
Il sistema zarista venne rovesciato violentemente nella rivoluzione di febbraio del 1917. I bolscevichi chiesero ai lavoratori di accettare le loro politiche e la richiesta della fine della guerra. Il 3 marzo 1917, uno sciopero venne organizzato in una fabbrica della capitale, Pietrogrado; nel giro di una settimana tutti i lavoratori della città erano in sciopero e gli scontri scesero in piazza. Come ha ravvisato lo storico e autore russo Aleksandr Rabinovič "la rivoluzione del febbraio del 1917... scoppiò per via dell'instabilità politica ed economica già presente prima della guerra, per l'arretratezza tecnologica e per le divisioni sociali, oltre che per le fatiche di guerra, le continue sconfitte militari, il dissesto dell'economia interna dello Stato e gli scandali oltraggiosi che circondavano la famiglia reale". Lo studioso Swain ha detto a tal proposito: "Il primo governo che venne costituito dalla rivoluzione di febbraio del 1917 era composto, con una sola eccezione, da liberali".
Con la sua autorità ormai irrimediabilmente distrutta, Nicola decise di abdicare il 2 marzo 1917. La famiglia imperiale venne sterminata per mano dei bolscevichi l'anno successivo.
Le condizioni di vita variavano a seconda dello stato sociale, ma in generale c'era una forte disuguaglianza. Gli zar e l'aristocrazia vivevano nel lusso, come il Palazzo d'Inverno di San Pietroburgo, mentre la maggior parte della popolazione era povera.

## Il territorio

### I confini

Espansionismo russo (1300-1945)

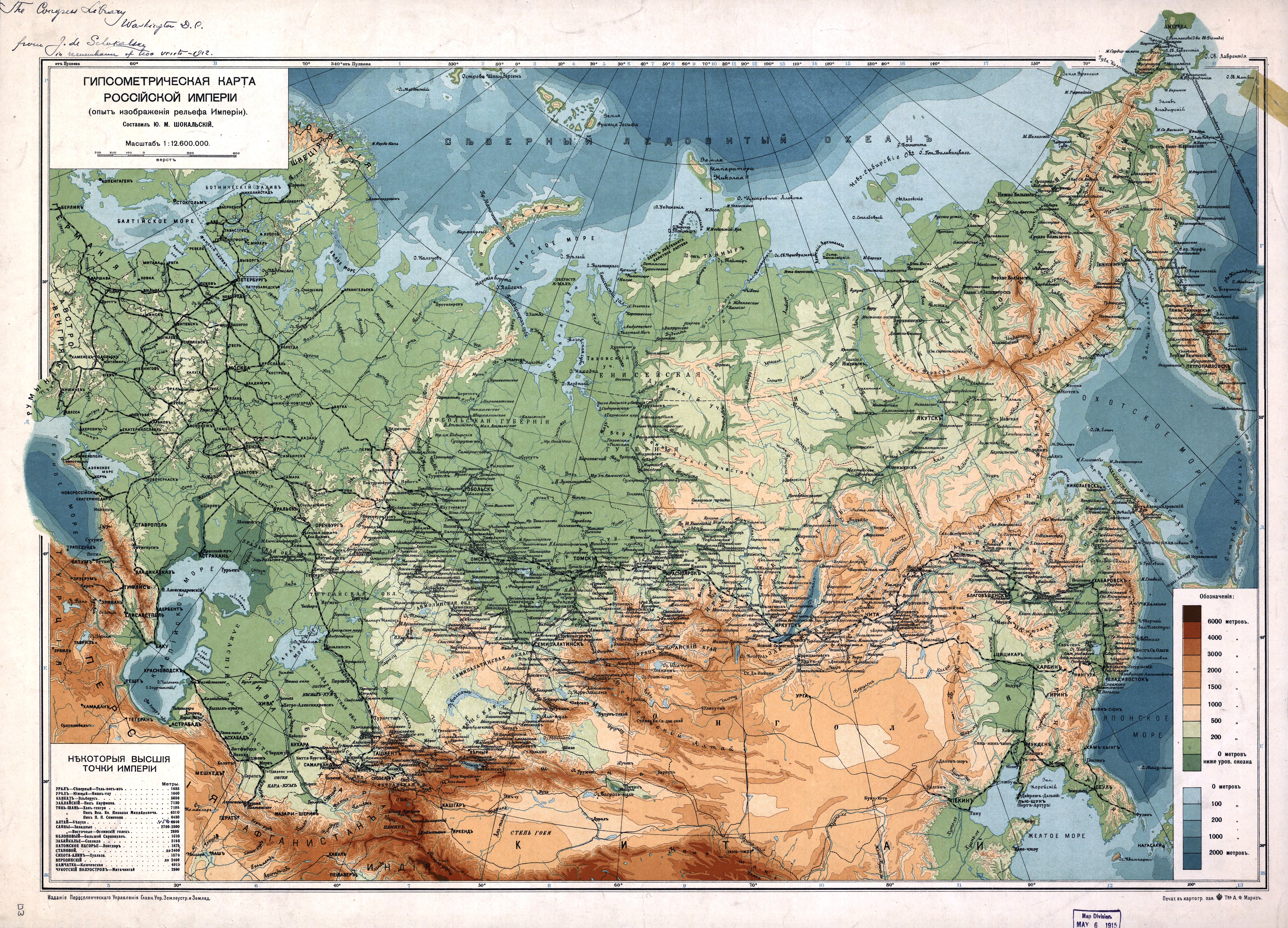
L'Impero russo nel 1912

I confini amministrativi della Russia europea, esclusa la Finlandia e parte della Polonia, coincidevano approssimativamente con i confini naturali con le pianure dell'Europa orientale. A nord la Russia confinava con l'Oceano Artico. Novaja Zemlja, Kolguev e Vajgač erano altre isole che le appartenevano, mentre il Mar di Kara era ascrivibile all'area geografica della Siberia. A est si trovavano i territori asiatici dell'impero, la Siberia e le steppe kirghise, dalle quali era separato dagli Urali, dal fiume Ural e dal Mar Caspio. A sud l'impero russo confinava con il Mar Nero e il Caucaso. I confini a ovest erano puramente convenzionali: essi attraversavano la penisola di Kola dal Varangerfjord al golfo di Botnia. Quindi correvano verso la laguna dei Curi nella parte meridionale del Mar Baltico e poi sino alla foce del Danubio, abbracciando la Polonia e separandosi dalla Russia e dall'Austria tramite la Galizia e la Romania.
L'impero russo in realtà disponeva di ben pochi porti direttamente sul mare che non fossero su mari quasi perennemente ghiacciati come quelli del nord. Il territorio del golfo di Botnia e del golfo di Finlandia erano circondati da territori etnicamente finlandesi. Il golfo di Riga era abitato da popolazioni slave, ma le popolazioni baltiche e finniche erano di ascendenza tedesca. La costa orientale del mar Nero apparteneva alla Transcaucasia, una grande catena montuosa che lo separava dalla Russia. Anche l'accesso a questo punto si presentava poco utile in quanto il Bosforo poco più a sud si trovava in mano agli ottomani con cui i russi ebbero storicamente diversi scontri.

### Geografia

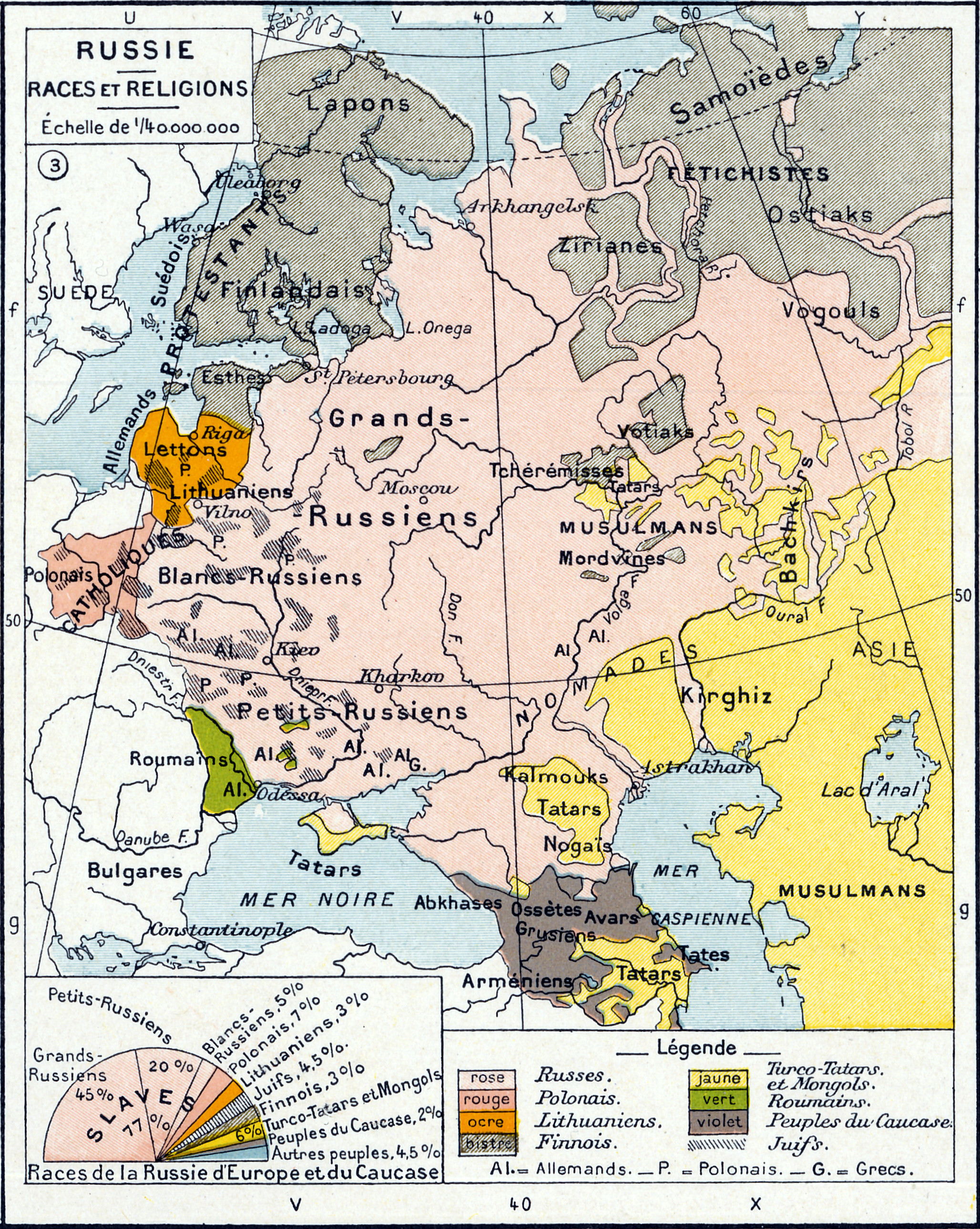
Mappa etnica della Russia europea prima della prima guerra mondiale

Dalla fine del XIX secolo la grandezza dell'impero era di circa 22400000 km², circa 1/6 delle terre emerse del pianeta; l'unica potenza rivale per l'estensione alla Russia dell'epoca era l'Impero britannico. In quel tempo la maggior parte della popolazione viveva nella Russia europea. Più di 100 erano i differenti gruppi etnici presenti nell'impero russo, con i russi che componevano solo il 45% della popolazione totale.

### Sviluppo territoriale
Oltre all'intero territorio dell'attuale Russia dal 1860 al 1905 l'impero occupò tutti i territori dell'attuale federazione russa, con l'eccezione dell'attuale oblast' di Kaliningrad, delle Isole Curili e di Tuva. Nel 1905 la Russia perse Sakhalin in favore del Giappone, ma nel 1914 l'impero ristabilì il proprio protettorato su Tuva. Prima del 1917 l'Impero russo comprendeva l'Ucraina, la Bielorussia, la Bessarabia, il Granducato di Finlandia, l'Armenia, l'Azerbaigian, la Georgia, il Turkestan, gran parte dei governatorati baltici e buona parte del Regno del Congresso e delle province di Ardahan, Artvin, Iğdır, Kars ed Erzurum, già parti dell'Impero ottomano.
Tra il 1742 e il 1867 la compagnia russo-americana amministrava l'Alaska come una colonia. La compagnia stabilì degli insediamenti anche nelle Hawaii, tra cui Fort Elizabeth (1817), e Fort Ross, in California (1812). Sia Fort Ross che il Russian River in California devono il loro nome a gruppi di coloni russi che abitarono la zona.
Dopo la sconfitta svedese nella guerra di Finlandia del 1808–1809 e la firma del trattato di Fredrikshamn, il 17 settembre 1809, la metà orientale della Svezia, l'area che diverrà poi la Finlandia, venne incorporata nell'Impero russo come granducato autonomo. Lo zar infine decretò la fine della monarchia semi-costituzionale finlandese e la trasformò in un governatorato generale. Lo zar non riconobbe mai esplicitamente la Finlandia come uno stato costituzionale di diritto anche se i finlandesi la pensavano in questa maniera.

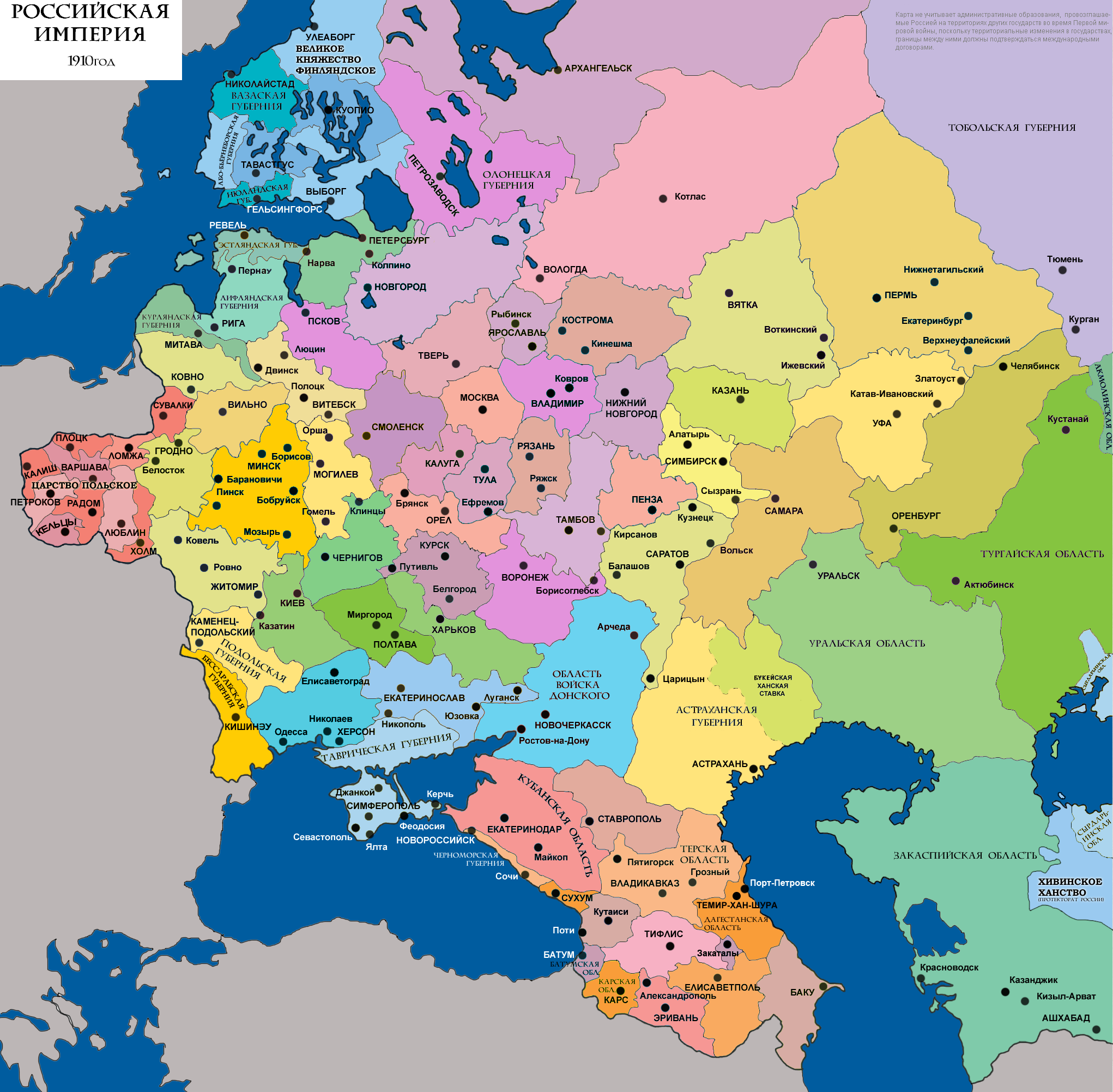
Mappa dei governatorati dell'Impero russo occidentale nel 1910

Dopo la guerra russo-turca del 1806-1812 e il successivo trattato di Bucarest le parti orientali del principato di Moldavia, uno stato vassallo ottomano, assieme ad altre aree formalmente sotto il controllo ottomano, caddero nelle mani dell'Impero russo. L'area (Bessarabia) fu tra gli ultimi territori conquistati dalla Russia in Europa. Al Congresso di Vienna (1815), la Russia ottenne la sovranità sulla Polonia che, sulla carta, continuava a rimanere un regno autonomo in unione personale con la Russia. La sua autonomia venne compromessa dopo la rivolta del 1831, e infine abolita nel 1867.
San Pietroburgo gradualmente estese e consolidò il proprio controllo sul Caucaso nel corso del XIX secolo a spese della Persia dopo la guerra russo-persiana (1804-1813) e la guerra russo-persiana (1826-1828) e i successivi trattati di Golestan e Turkmenchay, oltre alla guerra del Caucaso (1817–1864).
L'impero russo espanse la sua influenza e i suoi possedimenti in Asia centrale, in particolare alla fine del XIX secolo, conquistando gran parte del Turkestan nel 1865 e continuando ad aggiungervi altri territori sino al 1885.
Le isole artiche divennero parte dell'Impero russo quando alcuni esploratori le raggiunsero: queste erano le Isole della Nuova Siberia e la Severnaya Zemlya ("terra dello zar Nicola II", 1913).
Nel corso della prima guerra mondiale la Russia occupò brevemente una piccola parte della Prussia Orientale, allora parte della Germania, una parte significativa della Galizia austriaca come pure buona parte dell'Armenia ottomana.

### Territori imperiali

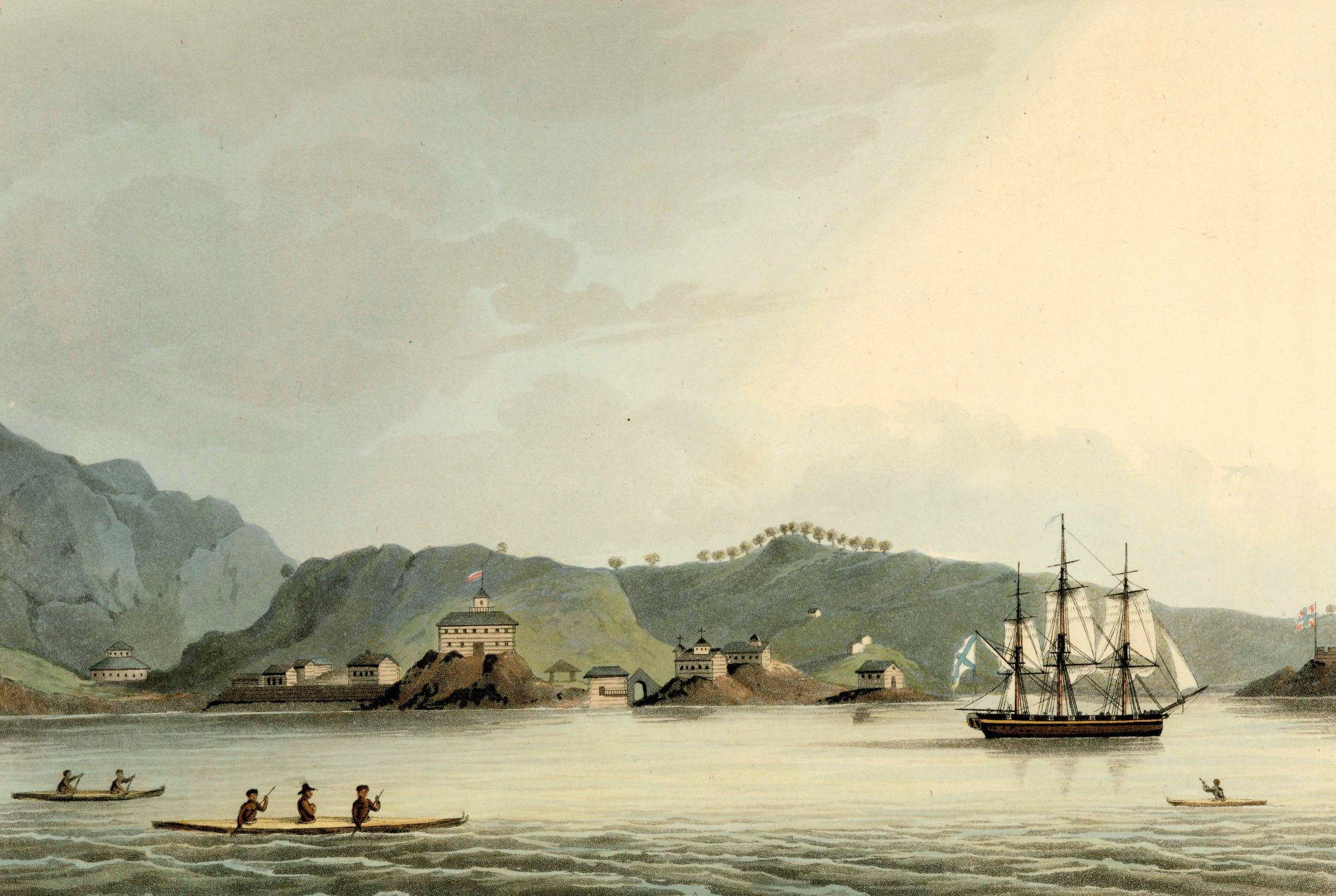
L'insediamento russo di Porto San Paolo (attuale Kodiak), sull'Isola di Kodiak

Secondo l'art. 1 della legge organica, l'Impero russo era uno stato indivisibile. Inoltre l'art. 26 prevedeva che "Con il trono imperiale russo siano indivisibili anche il regno di Polonia e il Gran Principato di Finlandia". Le relazioni con il Gran Principato di Finlandia erano regolate dall'art. 2 secondo il quale "Il Gran Principato di Finlandia, costituito come parte indivisibile dello stato russo, nella gestione dei suoi affari interni sia retto da speciali leggi".
Tra il 1744 e il 1867 l'impero controllò anche la cosiddetta America russa. Con l'eccezione di questo territorio (corrispondente all'attuale Alaska) l'Impero russo era una massa contigua di terra che spaziava dall'Europa all'Asia. In questo differiva da molti imperi coloniali dell'epoca. Il risultato di ciò fu che mentre gli imperi coloniali di Gran Bretagna e Francia entrarono in declino con il XX secolo, la Russia seppe mantenere gran parte dei propri territori uniti, dapprima con l'Unione Sovietica e poi come parte dell'attuale Russia.
Inoltre l'impero controllava anche delle concessioni territoriali come per esempio la Concessione del Kwantung e la Ferrovia Orientale Cinese, entrambi concessi su concordato con la Cina dei Qing, oltre alla concessione di Tientsin.
Nel 1815 il dottor Schäffer, un imprenditore russo, si portò a Kauai e negoziò un trattato per la protezione locale con il governatore dell'isola, Kaumualii, vassallo del re Kamehameha I delle Hawaii, ma lo zar russo si rifiutò di ratificare il trattato.
Nel gennaio 1889 un avventuriero cosacco, Nikolaj Ivanovič Ašinov, tentò di stabilire un insediamento russo in Africa orientale, presso il forte di Sagallo, situato presso il golfo di Tagiura, nell'attuale Gibuti; la colonia venne denominata "Nuova Mosca". Il tentativo, appoggiato in modo informale dal governo zarista ma mai supportato a livello ufficiale, si scontrò però subito con l'ostilità della Francia, potenza egemone della regione, che con una veloce azione militare vinse la resistenza dei coloni che vennero rimpatriati in patria a Odessa, dopo poco più di un mese dal loro sbarco. Fu questo l'unico tentativo russo di stabilire una colonia nel continente africano.

### Elenco dei Governatorati e paesi nel 1865
- 1. Russia europea -
  - governatorato di Arcangelo e isole
  - governatorato di Astrachan', dei Calmucchi e dei Kirghizi dell'Orda interiore
  - territorio della Bessarabia e Cosacchi della Nuova Russia
  - governatorato di Černigov
  - governatorato di Char'kov e colonie militari dell'Ucraina
  - governatorato di Cherson, capitaneria d'Odessa e governo militare di Nikolajeff
  - paesi dei Cosacchi del Don
  - governatorato di Curlandia
  - governatorato di Estonia
  - governatorato di Grodno
  - governatorato di Jaroslavl'
  - governatorato di Ekaterinoslav, capitaneria di Taganrog e paesi dei Cosacchi d'Azov
  - governatorato di Kaluga
  - governatorato di Kazan'
  - governatorato di Kiev
  - governatorato di Kostroma
  - governatorato di Kursk
  - governatorato di Kovno
  - governatorato di Livonia
  - governatorato di Minsk
  - governatorato di Mogilëv
  - governatorato di Mosca
  - governatorato di Nižnij Novgorod
  - governatorato di Novgorod
  - governatorato di Olonec
  - governatorato di Orël
  - governatorato di Orenburg con i Cosacchi di Orenburg e dell'Ural
  - governatorato di Pensa
  - governatorato di Perm'
  - governatorato di Podolia
  - governatorato di Poltava
  - governatorato di Pskov
  - governatorato di Rjazan'
  - governatorato di Samara
  - governatorato di San Pietroburgo
  - governatorato di Saratov
  - governatorato di Simbirsk
  - governatorato di Smolensk
  - governatorato di Stavropol' e Cosacchi Chernomoreni del Caucaso, Nogai e Calmucchi (1857)
  - governatorato di Tambov
  - governatorato della Tauride, Sebastopoli e capitaneria di Kerc-Jenikkale
  - governatorato di Tula
  - governatorato di Tver'
  - governatorato di Vjatka
  - governatorato di Vilna
  - governatorato di Vitebsk
  - governatorato di Vladimir
  - governatorato di Volinia
  - governatorato di Vologda
  - governatorato di Voronež
  - paesi dei Cosacchi Chernomoreni o del Mar Nero
- 2. Regno di Polonia -
  - governatorato di Varsavia
  - governatorato di Radom
  - governatorato di Lublino
  - governatorato di Augustov
  - governatorato di Płock
- 3. Granducato di Finlandia -
  - governatorato di Helsingfors (Helsinki)
  - governatorato di Åbo (Turku)
  - governatorato di Tavastehus
  - governatorato di Viborg
  - governatorato di Sankt Mikkel (Mikkeli)
  - governatorato di Kuopio
  - governatorato di Vasa
  - governatorato di Uleåborg
- 4. Russia asiatica o Caucaso -
  - governatorato di Derbent e Surgia
  - governatorato di Erivan (1857)
  - governatorato di Kutaisi, Samursakan e Mingrelia
  - governatorato di Shemakà
  - governatorato di Tiflis con i distretti di Sharobjeloks, Ossezia, Tushino-Shavo-Ceffsuriu e montagne
  - paesi marittimi del Caucaso
  - Khanato di Kurgia
  - Khanato di Kasykumuch
- 5. Siberia occidentale - 
  - governatorato di Tobolsk e orda cosacca
  - governatorato di Tomsk e orda cosacca
  - territorio di Semipalatinsk
  - provincia del lago Balqaš (disabitata)
  - orda dei Kirghizi siberiani
  - Kirghizi della piccola orda di Orenburg
  - Kirghizi della grande orda o d'Alatau e lago Issyk Kul, fortezza di Wjernoje (Alma, 1854)
- 6. Siberia orientale - 
  - governatorato di Enisejsk
  - governatorato di Irkutsk e isola d'Olchon
  - provincia di Jakutsk
  - provincia di Transbajkal e Kjatchta, orda cosacca
  - provincia marittima e Kamčatka (1856)
  - provincia dell'Amur (disabitata)
  - provincia delle isole del Mar Glaciale (disabitata)
  - isole Šantar (disabitate)
  - isola Sachalin (disabitata)
  - isole Curili (disabitate)
  - distretto del lago Bajkal (disabitato)
- 7. Russia d'America o Alaska
  - territorio del Continente
  - Grandi isole (disabitate)

## Le istituzioni

### Lo zar imperatore

Bandiera dei Romanov

L'impero russo nel 1913 era una monarchia costituzionale governata da uno zar autocratico ed ereditaria nella posterità maschile (primogenita) della dinastia Romanov-Holstein-Gottorp. Il trono, dopo l'estinzione della linea maschile, era stato decretato come trasmissibile alla discendenza femminile.
Sin dalla sua creazione iniziale e fino alla rivoluzione del 1905, l'impero russo era controllato dagli zar come monarchi assoluti, sulla base del sistema dell'autocrazia zarista. Prima del 1905 le leggi fondamentali della Russia descrivevano il potere dello Zar come "autocratico e illimitato". Dopo l'apertura della Duma nel 1906, l'appellativo del sovrano divenne "imperatore ed autocrate di tutte le Russie" e l'attribuzione dell'aggettivo "illimitato" al suo potere scomparve. Non per questo la Russia era divenuta una monarchia costituzionale. Unicamente l'autocrazia si era autolimitata, sebbene non fu mai chiaro, negli anni dal 1906 al 1917, se questa limitazione fosse definitiva o revocabile a discrezione del sovrano.
Pietro I cambiò il suo titolo da Zar a Imperatore di tutte le Russie nel 1721. Anche se i successori mantennero il titolo imperiale, l'autocrate fu comunemente noto come zar o zarina fino alla caduta dell'Impero a seguito della Rivoluzione di febbraio del 1917.
Fino al 1905 il potere dell'imperatore era limitato da due sole condizioni: l'appartenenza alla Chiesa ortodossa russa e l'obbedienza alle leggi di successione stabilite da Paolo I (le cosiddette leggi paoline).
Nell'ottobre del 1905 la situazione cambiò: Nicola II con la firma del "Manifesto di ottobre" (o Manifesto imperiale) autolimitò il proprio potere legislativo, decretando che nessuna legge sarebbe entrata in vigore senza l'approvazione del Consiglio dell'Impero e della Duma dell'Impero.
Grazie alle leggi del 1906 lo Zar rimase comunque l'unica fonte del potere esecutivo, anche se un Consiglio dei ministri lo avrebbe assistito nell'amministrazione, mantenne il potere assoluto sulla politica estera e di difesa, oltre che il diritto esclusivo di introdurre modifiche costituzionali. L'imperatore poteva anche emanare decreti di emergenza (che la Duma avrebbe dovuto successivamente approvare) quando l'assemblea non era in sessione.

### Il Consiglio dell'impero: la camera alta

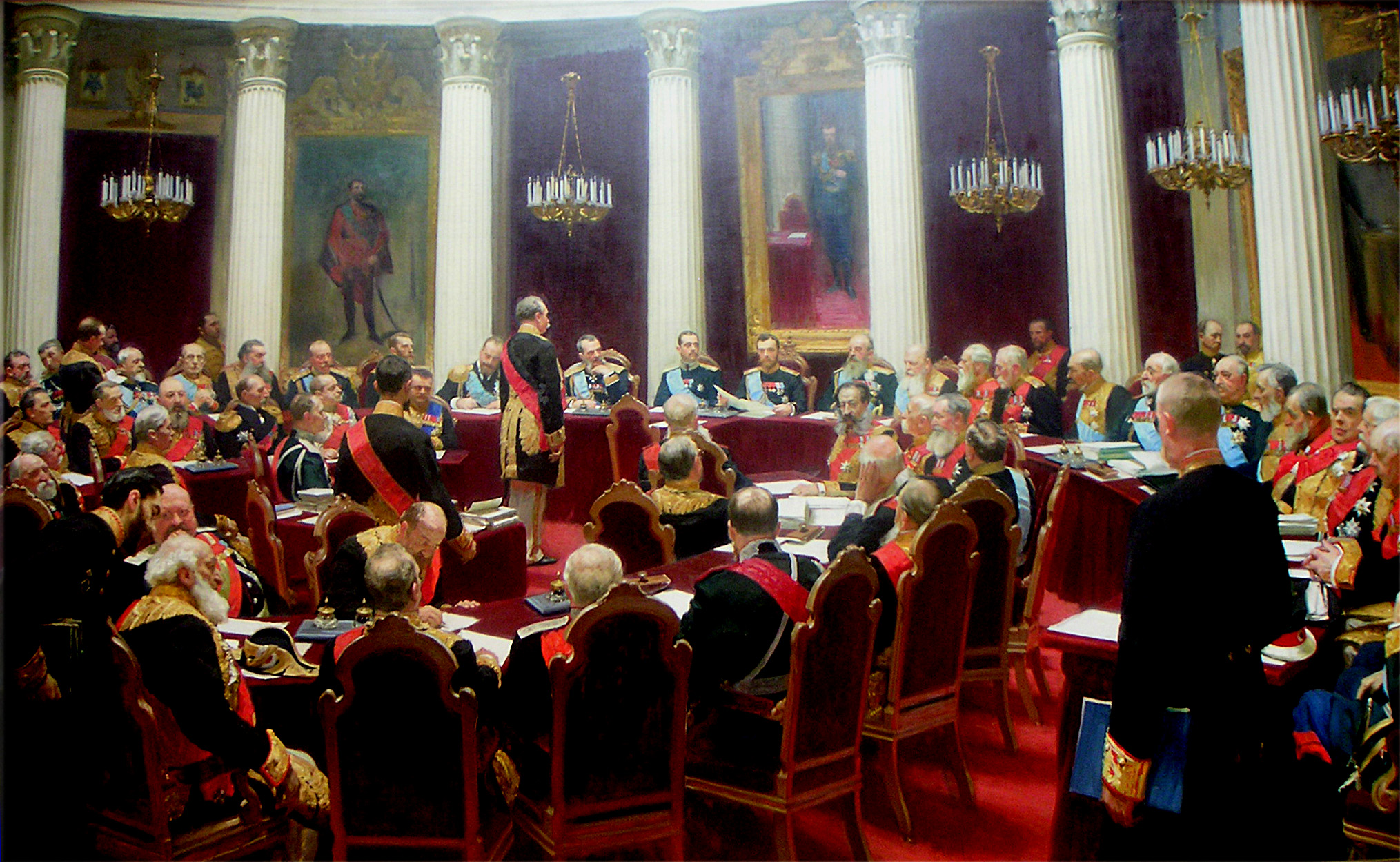
Il Consiglio dell'Impero riunito: al centro, sotto il quadro che lo ritrae, lo zar Nicola II

Il Consiglio dell'Impero aveva funzioni legislative della camera alta associato alla Duma che invece rappresentava la camera bassa.
Veniva convocato ogni anno per decreto imperiale e secondo la legge organica del 7 maggio 1906 era composto da membri nominati dall'imperatore e da 98 membri eletti nel seguente modo:
- sei dal clero ortodosso;
- quaranta dalle assemblee provinciali degli zemstvo, 10 dalle assemblee dei proprietari terrieri dove gli zemstvo non erano ancora istituiti e sei dalle assemblee dei proprietari terrieri polacchi;
- diciotto dalla nobiltà;
- sei dall'Accademia delle scienze;
- dodici da organizzazioni di commercio e dell'industria.

I membri nominati dall'Imperatore non dovevano eccedere di numero quelli eletti. Questi ultimi dovevano avere almeno quarant'anni e rimanevano in carica per nove anni e rieletti per un terzo ogni tre anni per ciascuna delle categorie. Ai componenti spettavano 25 rubli (nel 1912) di indennità per ogni giorno di sessione del Consiglio.

#### I dipartimenti
Nell'ambito della Camera alta era il Senato (Pravitel'stvujuščij senat, cioè senato dirigente o governante), fondato in origine da Pietro I. Era formato da membri nominati dall'imperatore. Le sue funzioni, che non riguardavano il potere legislativo, erano estremamente varie ed erano svolte dai differenti dipartimenti in cui era diviso.
Il Primo dipartimento si occupava dei crimini e dei delitti commessi dai membri del Consiglio dell'Impero e della Duma, dai ministri e dalle alte cariche dello Stato nell'esercizio delle loro funzioni, e di questioni di diritto amministrativo. Il Secondo dipartimento si occupava di questioni finanziarie, ferrovie, eccetera.

### La Duma: la camera bassa
La Duma di Stato formava la camera bassa del parlamento. Si componeva, così come previsto dalla legge organica del 5 marzo 1906 e dalle leggi elettorali del 19 agosto e 24 dicembre 1905 e del 16 giugno 1907 di 442 membri eletti per cinque anni da un suffragio indiretto nei governatorati e nelle città principali. Per essere eletto ed eleggibile bisognava avere almeno 25 anni di età, non fare parte delle forze armate e non esercitare funzioni retribuite dallo Stato (fatta eccezione per i ministri). Ai membri della Duma spettava un'indennità di dieci rubli (nel 1912) per ogni giorno di sessione.

#### Il sistema elettorale

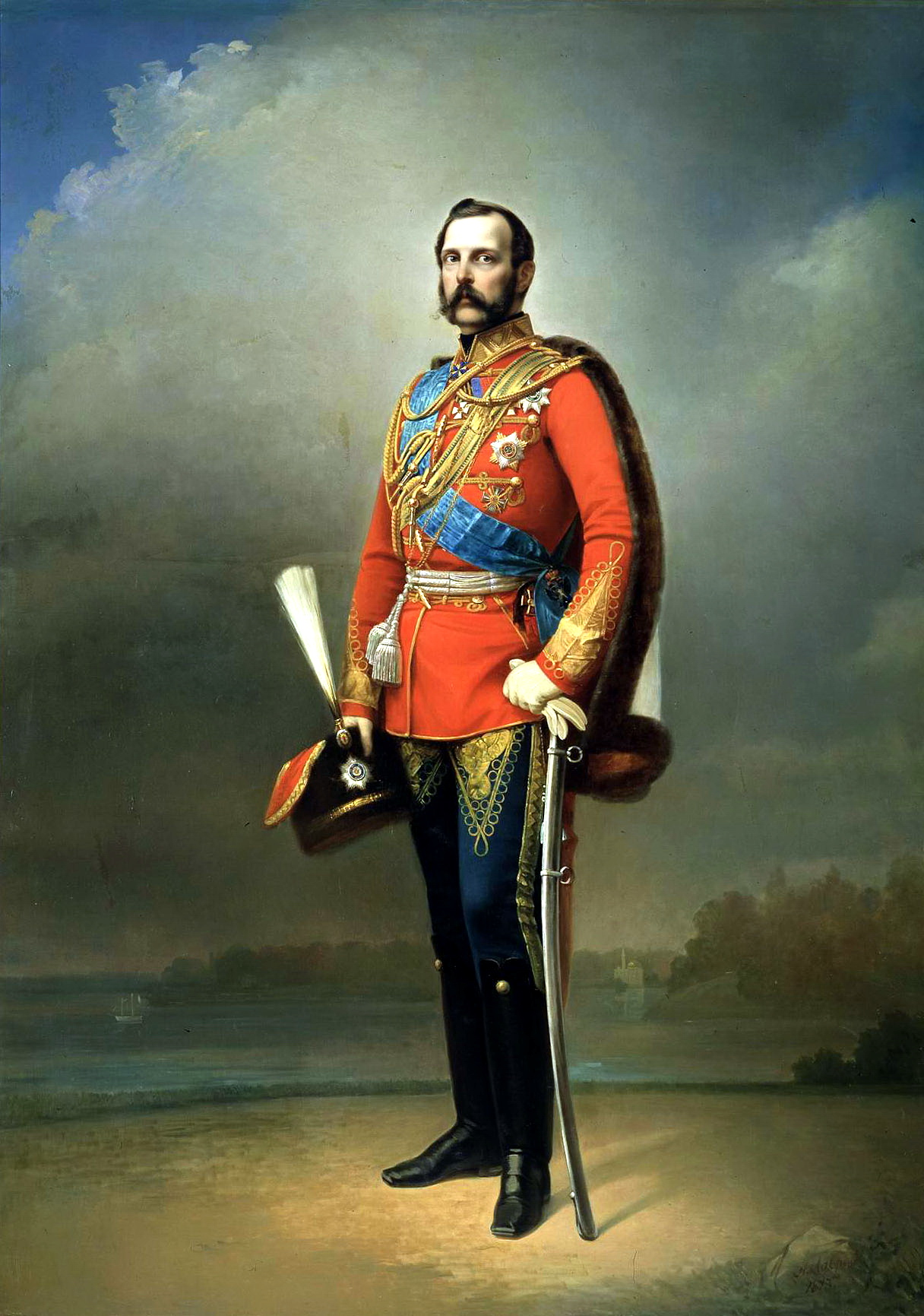
Lo zar Alessandro II (1855–1881), sotto il quale l'Impero russo raggiunse la sua massima espansione

Il sistema elettorale era abbastanza complicato, elaborato per garantire, da un lato una rappresentanza maggiore alle classi di proprietari terrieri e, dall'altro, la preponderanza dei russi sugli altri popoli dell'Impero. Ogni gubernija (governatorato), eccetto quelli dell'Asia centrale, eleggeva un certo numero di deputati fissato caso per caso in modo da dare maggior peso all'elemento russo. Alcune grandi città eleggevano deputati supplementari.
In ogni governatorato (o provincia) i deputati della Duma venivano eletti da collegi elettorali, i cui membri erano a loro volta eletti, come i membri degli zemstvo, da assemblee delle tre curie (o classi): proprietari terrieri, abitanti delle città e contadini. Nelle assemblee della prima curia, i proprietari maggiori sedevano direttamente, i proprietari minori erano rappresentati da delegati. Gli abitanti delle città votavano nelle loro assemblee divisi in due categorie, a seconda della ricchezza sottoposta a tassazione. Anche qui il sistema avvantaggiava la parte più ricca della popolazione. Le assemblee di contadini erano elette dagli elettori di volost. Gli operai votavano separatamente dalle tre classi: ogni complesso industriale che impegnava almeno cinquanta dipendenti eleggeva uno o più delegati, che entravano a fare parte del collegio elettorale, formando una curia separata.
Nel collegio il voto a scrutinio segreto era maggioritario; e poiché con questo sistema la maggioranza dei votanti era formata da elementi conservatori (i latifondisti e i delegati urbani avevano la maggioranza degli elettori), gli elementi progressisti – anche se fossero stati predominanti nel Paese – non avevano molta possibilità di rappresentanza, eccetto per la disposizione che un membro almeno di ogni governatorato doveva provenire da ciascuna delle classi rappresentate nel collegio. Stando così le cose, anche se un minimo fisso dei delegati agricoli doveva essere eletto, era molto probabile che non rappresentassero affatto l'opinione dei contadini.

### Il Consiglio dei ministri
Nel 1905 fu istituito il Consiglio dei ministri (Komitet Ministrov) per assistere lo zar nelle funzioni di amministrazione dello Stato. Lo componevano tutti i ministri e i capi delle principali amministrazioni e, per la prima volta nella storia russa, era presieduto da un primo ministro. I ministri erano i seguenti:
- Corte Imperiale, che amministrava gli appannaggi, i palazzi e i teatri imperiali, l'Accademia imperiale delle Arti e le onorificenze
- Esteri
- Guerra e Marina
- Finanze
- Commercio e industria (istituito nel 1905)
- Interno (aveva competenza su polizia, sanità, censura, stampa, poste e telegrafi, religioni diverse da quella ortodossa, statistica)
- Agricoltura
- Strade e comunicazioni
- Giustizia
- Affari spirituali e educazione nazionale

### Il Santo Sinodo
Il Santo Sinodo (fondato da Pietro I nel 1721) era il supremo organo di governo della Chiesa ortodossa russa. Era presieduto da un rappresentante dell'imperatore e comprendeva i tre metropoliti di Mosca, San Pietroburgo e Kiev, l'esarca della Georgia e un certo numero di altri ecclesiastici, scelti a rotazione tra i vescovi ortodossi dell'Impero.

### Amministrazione provinciale
Per l'amministrazione provinciale, a partire dal 1914], la Russia fu divisa in 81 governatorati (gubernija), in 20 regioni (oblast') e un distretto (okrug). I territori sottoposti a vassallaggio e i protettorati dell'Impero Russo includevano i territori di Bukhara, di Khiva e, dopo il 1914, di Tuva. Di questi undici governatorati, diciassette regioni e un distretto (Sachalin) appartenevano alla Russia asiatica. Per il resto otto governatorati erano nel Granducato di Finlandia e dieci nel Granducato di Varsavia. La Russia europea abbracciava così 59 governatorati e una regione (quella del Don). La regione del Don era sotto la giurisdizione diretta del Ministero della Guerra; le altre regioni avevano ognuna un governatore e un vicegovernatore, con quest'ultimo che presiedeva il consiglio amministrativo. Inoltre vi erano governatori generali, generalmente competenti su diversi governatorati e muniti di poteri molto vasti che di solito includevano il comando delle truppe entro i limiti della loro giurisdizione. Nel 1906 c'erano governatori generali in Finlandia, a Varsavia, Vilnius, Kiev, Mosca e Riga. Le città più grandi (San Pietroburgo, Mosca, Odessa, Sebastopoli, Kerč', Nikolaev, Rostov) avevano un sistema amministrativo proprio, indipendente dai governatorati; in questi il capo della polizia fungeva da governatore.

## Sistema giudiziario
Il sistema giudiziario dell'Impero russo venne introdotto solo nel XIX secolo dallo "zar emancipatore" Alessandro II con lo statuto del 20 novembre 1864 (Sudebny Ustav). Questo sistema, basato in parte su quello inglese e in parte su quello francese, venne costituito sulla base di alcuni principi guida: la separazione tra potere giudiziario e funzioni amministrative; l'indipendenza dei giudici e dei tribunali; l'apertura al pubblico dei processi; la procedura oral e l'eguaglianza di tutte le classi di fronte alla legge. Venne inoltre introdotto l'elemento democratico della giuria e addirittura l'elettività dei giudici. L'istituzione di un sistema giudiziario basato su questi principi rappresentò una vera e propria novità per lo Stato russo il quale, ponendo sotto tali principi e ponendo l'amministrazione della giustizia al di fuori della sfera del potere esecutivo, cessò di essere vessato dal dispotismo. Nel 1889 Alessandro III abolì l'elezione dei giudici di pace, a eccezione delle città più grandi e in alcune parti dell'impero, restringendo di molto il ruolo della giuria nei processi. Nel 1909 la Duma restaurò i giudici e le giurie alle loro funzioni originarie.
Il sistema legislativo del 1864 si basava sulla presenza di tre ordini separati di tribunali, ciascuno con una propria funzione: il primo, basato sul modello inglese, prevedeva che i giudici di pace si occupassero delle cause minori, di natura civile o penale; il secondo, sul modello francese, prevedeva il passaggio delle cause in tribunali ordinari con giudici agenti con o senza una giuria, per giudicare i casi più importanti. La corte di suprema cassazione era rappresentata dal senato nazionale.

## Economia

### Estrazioni minerarie e industria pesante

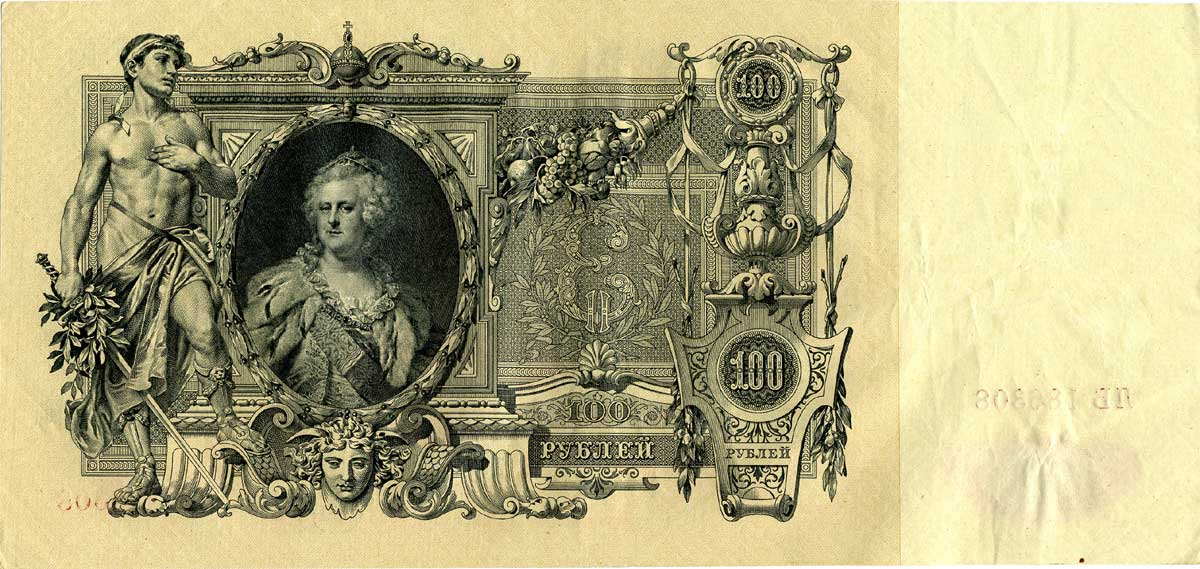
Banconota da 100 rubli del 1910

|                 | Regione degli Urali | Regione meridionale | Caucaso | Siberia | Regno di Polonia |
| --------------- | ------------------- | ------------------- | ------- | ------- | ---------------- |
| Oro             | 21%                 | –                   | –       | 88,2%   | -                |
| Platino         | 100%                | –                   | –       | –       | –                |
| Argento         | 36%                 | –                   | 24,3%   | 29,3%   | –                |
| Piombo          | 5,8%                | –                   | 92%     | –       | 0,9%             |
| Zinco           | –                   | –                   | 25,2%   | –       | 74,8%            |
| Rame            | 54,9%               | –                   | 30,2%   | 14,9%   | –                |
| Ghisa           | 19,4%               | 67,7%               | –       | –       | 9,3%             |
| Ferro e acciaio | 17,3%               | 36,2%               | –       | –       | 10,8%            |
| Manganese       | 0,3%                | 29,2%               | 70,3%   | –       | –                |
| Carbone         | 3,4%                | 67,3%               | –       | 5,8%    | 22,3%            |
| Petrolio        | –                   | –                   | 96%     | –       | –                |

## Infrastrutture

### Ferrovie

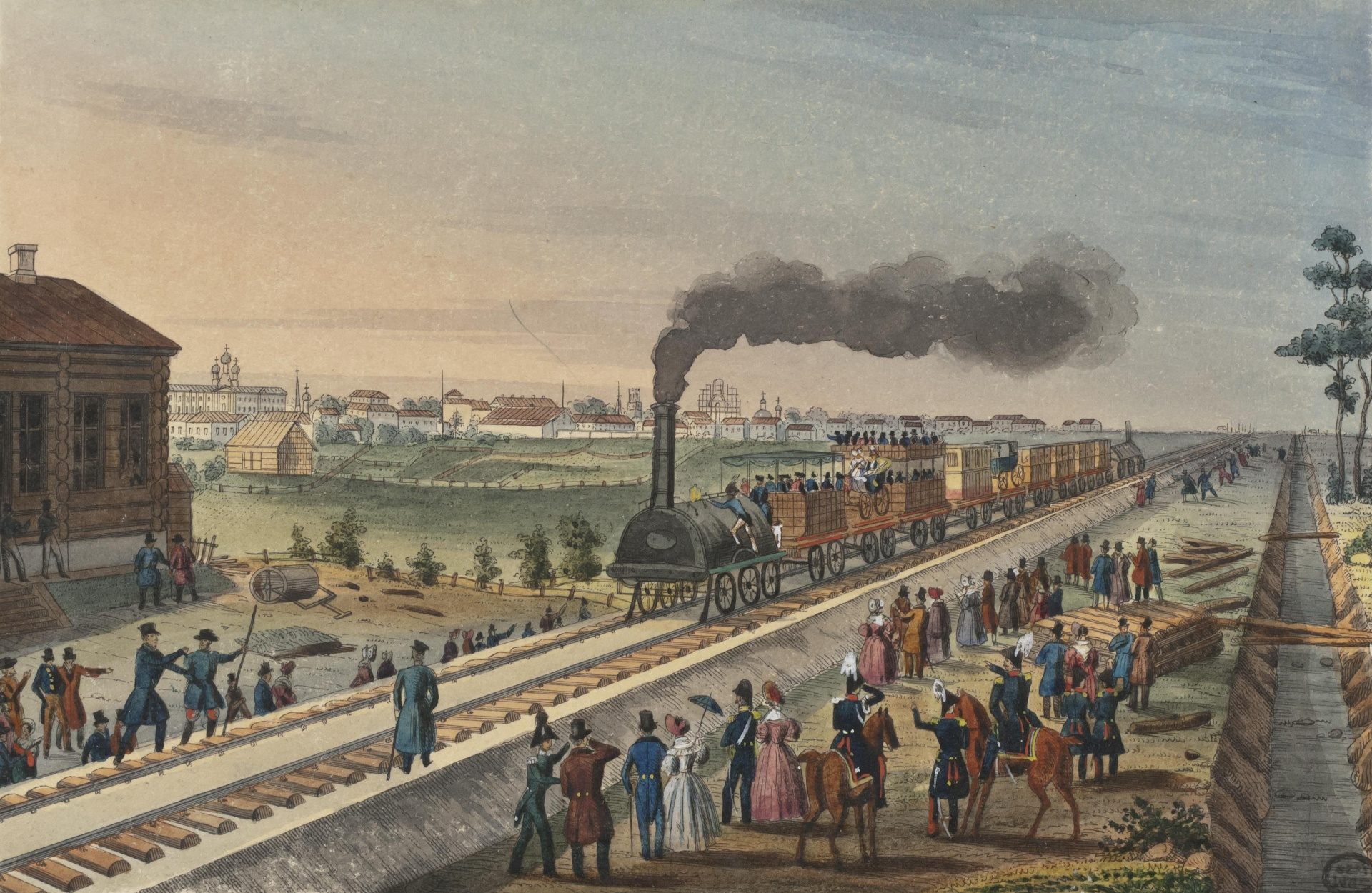
La ferrovia di Tzarskoselskaya, 1830

La pianificazione della costruzione di una rete ferroviaria in Russia ebbe inizio dopo il 1860 con l'idea di migliorare ulteriormente l'economia, la cultura e la vita quotidiana in Russia. Le autorità centrali e l'élite imperiale presero la decisione fondamentale di propendere per la costruzione della prima rete ferroviaria russa, ma le autorità locali furono poi quelle a dovere fisicamente provvedere a collegamenti ferroviari. Nobili locali, mercanti e imprenditori iniziarono a immaginare un futuro fatto non più solo di "località" ma anche di "impero", con l'intento di promuovere i loro interessi regionali e di interconnetterli con il resto dello Stato, comprendendo nel contempo quanto fosse importante un nuovo mezzo di trasporto di merci e persone per l'economia nazionale.
L'esercito russo costruì due principali linee ferroviarie in Asia centrale durante gli anni '80 dell'Ottocento. La ferrovia transcaucasica connetteva la città di Batum sul Mar Nero e il centro petrolifero di Baku sul Mar Caspio. La ferrovia transcaspica iniziava invece a Krasnovodsk sul Mar Caspio e raggiungeva Bukhara, Samarkand e Tashkent. Entrambe le linee servivano ai bisogni commerciali e strategici dell'impero e facilitarono lo spostamento delle persone e la migrazione interna allo stato.

## Religione

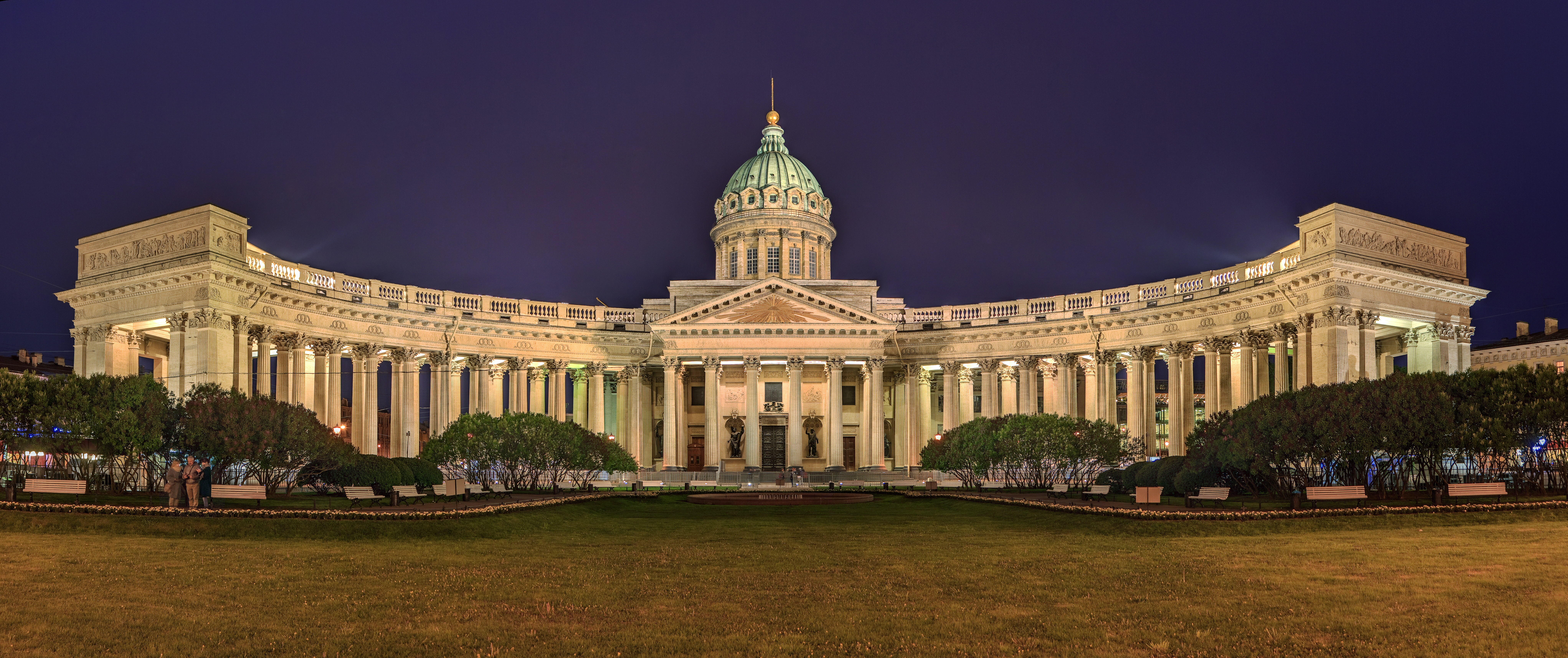
La cattedrale di Kazan' a San Pietroburgo venne costruita tra il 1801 e il 1811, e prima della costruzione della cattedrale di Sant'Isacco era la principale chiesa ortodossa di Russia.

La suddivisione dell'impero russo per gruppi etnolinguistici principali (1897)

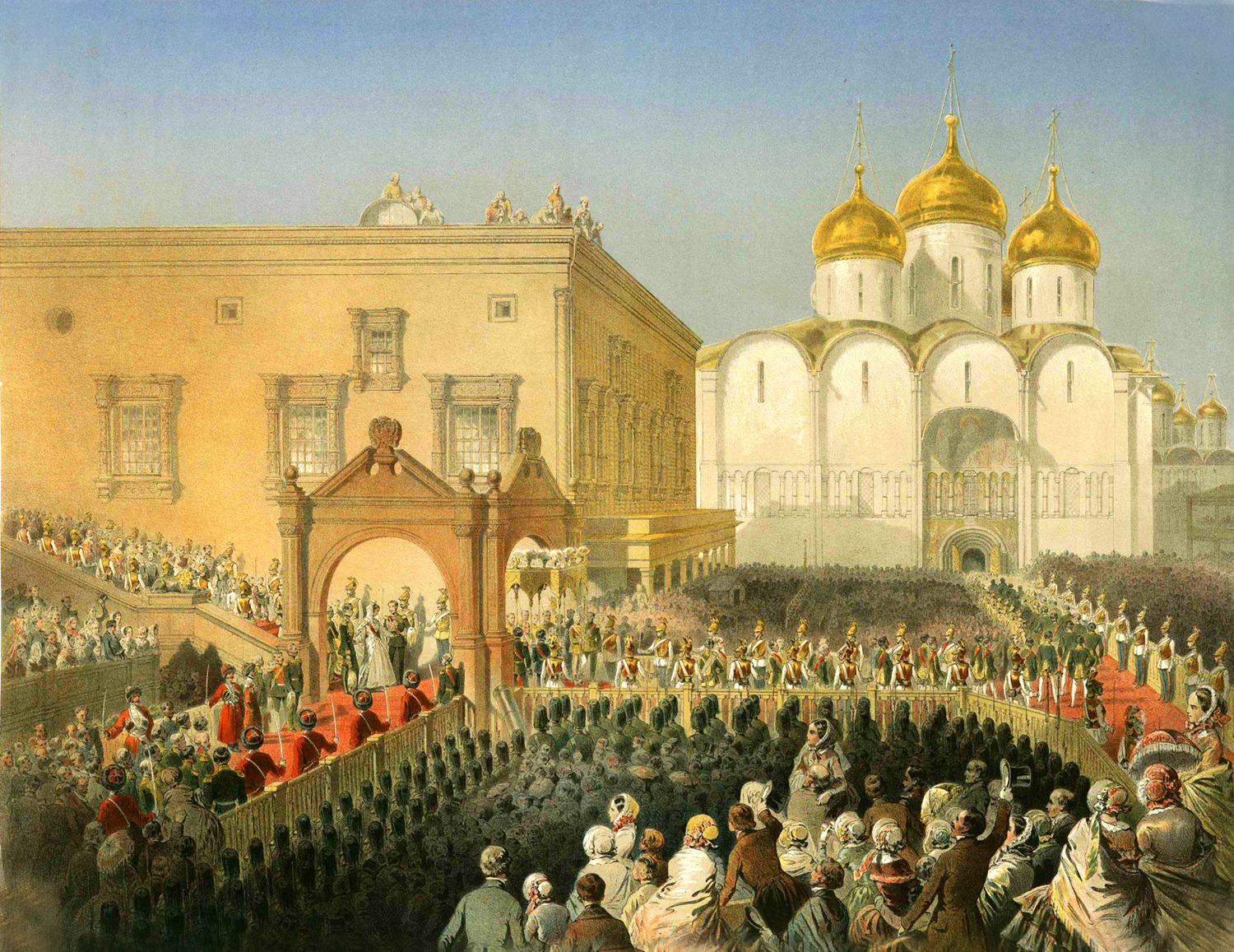
Processione dello zar Alessandro II nella cattedrale della Dormizione di Mosca durante la sua incoronazione nel 1856

La religione di stato dell'Impero russo era il cristianesimo ortodosso. Allo zar non era concessa di professare alcuna altra religione che non fosse quella ortodossa (art. 62 delle Leggi fondamentali del 1906) e otteneva il titolo e l'incarico di ″Supremo Difensore e Guardiano dei dogmi della Fede predominante e Guardiano della purezza della Fede di tutti gli ordini della Santa Chiesa″ (art. 64 ex supra). Pur disponendo di tali poteri lo zar non poteva intervenire in questioni dogmatiche o negli insegnamenti della chiesa ortodossa. La principale autorità ecclesiastica della chiesa ortodossa russa che estendeva la sua giurisdizione su tutti i territori dell'Impero, era il Santo Sinodo, a cui capo vi era un ministro da cui de facto dipendevano tutte le questioni ecclesiastiche. Tutte le religioni potevano essere liberamente professate, a eccezione dell'ebraismo e di alcune sette minori. Secondo i dati raccolti nel censimento del 1897, la popolazione russa divisa per confessioni religiose era la seguente:
| Religione                     | Numero dei credenti | %     |
| ----------------------------- | ------------------- | ----- |
| Ortodossi                     | 87.123.604          | 69,3% |
| Musulmani                     | 13.906.972          | 11,1% |
| Cattolici romani              | 11.467.994          | 9,1%  |
| Ebrei rabbinici               | 5.215.805           | 4,2%  |
| Luterani                      | 3.572.653           | 2,8%  |
| Vecchi credenti               | 2.204.596           | 1,8%  |
| Ortodossi orientali armeni    | 1.179.241           | 0,9%  |
| Buddisti e Lamaisti           | 433.863             | 0,4%  |
| Altre religioni non cristiane | 285.321             | 0,2%  |
| Riformati                     | 85.400              | 0,1%  |
| Mennoniti                     | 66.564              | 0,1%  |
| Cattolici armeni              | 38.840              | 0,0%  |
| Battisti                      | 38.139              | 0,0%  |
| Ebrei caraiti                 | 12.894              | 0,0%  |
| Anglicani                     | 4.183               | 0,0%  |
| Altre religioni cristiane     | 3.952               | 0,0%  |

I capi ecclesiastici della religione ortodossa russa erano i tre metropoliti (di San Pietroburgo, di Mosca e di Kiev), i quattordici arcivescovi e i cinquanta vescovi dell'impero. Il clero parrocchiale aveva la possibilità di sposarsi, ma se rimaneva vedovo non poteva risposarsi; tale regola si applica tutt'oggi.

## Esercito
L'esercito dell'impero era costituito dall'Esercito imperiale russo (Russkaja imperatorskaja armija), dalla Marina imperiale russa (Voenno-morskoj flot) e dall'Aeronautica militare imperiale (Imperatorskij voenno-vozdušnyj flot). La sconfitta nella Guerra di Crimea indusse lo zar Alessandro II di Russia a emanare delle riforme in ambito militare. Ma le forze russe rimasero indietro rispetto agli eserciti francese, britannico e tedesco.
Dimostrò incompetenza e inefficienza dovuta all'arretratezza economica e tecnologica emersa durante la prima guerra mondiale e nel 1917 fu uno dei focolai della Rivoluzione russa per via delle continue sconfitte militari e della mancanza di rifornimenti al fronte. La Rivoluzione di febbraio e le accanite lotte nei vertici militari lo portarono alla sua dissoluzione.

## Società
La struttura sociale della Russia fu prevalentemente rurale composta per la maggior parte da contadini, infatti nel 1913 l'80% della popolazione era formata da contadini (oltre 88 milioni). Nel XIX secolo l'impero fu caratterizzato da una crisi sistematica, che colpì gli operai e i contadini e culminò con la rivoluzione del 1905, poi con la deposizione dello zar e infine con la guerra civile russa. Una ricerca di studiosi russi ha contestato questa affermazione. Lo storico Mironov ha valutato gli effetti delle riforme del XIX secolo, soprattutto in termini di produzione agricola, aspettativa di vita e tassazione dei contadini. Ha sostenuto che vennero applicati miglioramenti al benessere sociale che diminuì per la maggior parte del XVIII secolo, ma aumentò lentamente dalla fine del XVIII secolo all'inizio del XX secolo.
Il popolo comprendeva la nobiltà (0,6%), il clero (0,1%), i mercanti (9,3%), i cosacchi (6,1%) e i contadini, che ne costituivano oltre l'81%. I Tatari, i Baschiri, i popoli della Siberia e dell'Asia centrale vennero inseriti nella categoria dei popoli non slavi (inorodcy).

### Servitù
La servitù comparve in Russia nel XVII secolo in seguito a una legge del 1649 e venne abolita solo nel 1861.
I domestici e i servi vennero liberati ed ebbero le loro case e i loro terreni coltivabili. Questi beni non vennero affidati ai chutor, piccole fattorie di proprietà individuale, ma alle obščina, nelle quali la terra era condivisa tra i contadini, che dovevano effettuare un pagamento con l'aiuto dell'Impero lavorando per sé; una volta effettuato i contadini erano liberi dagli obblighi dei loro ex-padroni, anche se rimborsarono per 49 anni il 6% dei loro interessi, considerati delle compensazioni per via della mancanza di manodopera. Molti proprietari riuscirono a ridurre il salario dei contadini e quasi sempre li privarono dei pascoli, indispensabili per mantenere le loro famiglie, obbligandoli ad affittare le terre degli ex-padroni.

### Contadini
Vivevano in decine di migliaia di piccoli villaggi in un sistema quasi esclusivamente patriarcale. Centinaia di migliaia di persone si trasferirono in città per lavorare nelle fabbriche, ma spesso mantennero contatti con i loro villaggi. Alcuni erano servi emancipati nella seconda metà del XIX secolo.
Dopo la riforma emancipativa del 1861, un quarto dei contadini ricevette terre coltivabili di soli 2,9 acri (12.000 m²), per cui la terra doveva essere affittata dai proprietari; le dimensioni dei campi necessari per la sussistenza di una famiglia erano stimate tra 28 e 42 acri (170.000 m²). Il valore del rimborso e delle tasse sulla terra spesso andava dal 185 al 275% del consueto valore locativo dei beni, per non parlare delle tasse per il reclutamento, la chiesa, le strade, l'amministrazione locale e così via, pagate principalmente dai contadini. Le terre incoltivate aumentarono ogni anno; un quinto degli abitanti lasciò le proprie case e il bestiame scomparve. Ogni anno più della metà degli uomini (tre quarti degli uomini e un terzo delle donne) lasciava le proprie case vagando per la Russia in cerca di lavoro. Nella regione della Terra Nera la situazione era pessima. Molti contadini ebbero "assegnazioni gratuite", che erano circa un ottavo di quelle normali. A Cherson erano solamente di 0,90 acri (3.600 m²) e per quelle da 2,9 a 5,8 acri (23.000 m²) i contadini pagavano da cinque a dieci rubli come rimborso. I contadini stavano meglio, ma nelle steppe la situazione era più promettente. In Ucraina, dove erano presenti i chutor, la situazione fu simile a quella di Cherson, a causa delle elevate tasse di rimborso. Nei governatorati occidentali, dove la terra venne distribuita meglio e i beni aumentarono dopo la rivolta di gennaio, la situazione era migliore. Infine, nei governatorati baltici quasi tutta la terra apparteneva ai tedeschi del Baltico, che la coltivavano loro o in piccole fattorie, talvolta con lavoratori assunti. Solo un quarto dei contadini erano agricoltori; i rimanenti erano operai.

### Proprietari
Anche la situazione dei proprietari si rivelò precaria. Abituati al lavoro servile, non riuscirono ad adattarsi alle nuove condizioni venutesi a creare. I milioni di rubli di riscatto ricevuti dal governo furono spesi senza che fossero apportati miglioramenti agricoli a lungo termine. I terreni coltivabili furono venduti e gli unici proprietari benestanti furono quelli che esigevano affitti senza i quali i contadini non potevano vivere. Dal 1861 al 1892 il terreno di proprietà della nobiltà diminuì del 30%, da 210.000.000 a 150.000.000 acri (610.000 m²); successivamente 2.119.500 acri (8.577 m²) vennero venduti; da allora le vendite ebbero un ritmo accelerato e nel 1903 quasi 2.000.000 acri (8.000 m²) vennero venduti. Dall'altra parte, dal 1861, e più in particolare dal 1882, quando venne fondata la Peasant Land Bank per favorire i contadini desiderosi di acquistare nuovi terreni, vennero acquistati tra il 1883 e il 1904 circa 19.500.000 acri (78.900 m²) di terra coltivabile dagli ex padroni. Questo avvantaggiò solamente una piccolissima parte della popolazione; l'impoverimento generale e la primitiva istituzione dell'obščina non favorirono affatto i chutor. Nel novembre 1906, tuttavia, Nicola II emise un decreto provvisorio che consentì ai contadini di diventare titolari di assegnazioni fatte al momento dell'emancipazione con tutte le quote di riscatto annullate. Questa misura, che venne approvata dalla Duma il 21 dicembre 1908, doveva avere effetti di vasta portata sull'economia russa. Tredici anni prima il governo si sforzò di garantire una maggiore permanenza del possesso prevedendo che dovessero trascorrere almeno dodici anni tra due ridistribuzioni della terra appartenente a un'obščina a coloro che avevano il diritto di condividerla. L'Atto del novembre 1906 prevedeva che i campi aperti detenuti da ciascun contadino dovevano appartenere a un'unica azienda; quest'idea venne presto accantonata, perché poteva essere realizzata solo gradualmente.

### Media e libertà di espressione
La censura ebbe una larga presenza fino al regno di Alessandro II, ma non venne mai eliminata completamente. I giornali erano fortemente limitati in ciò che potevano pubblicare, poiché gli intellettuali favorivano le riviste letterarie. Fëdor Dostoevskij, per esempio, ridicolizzò i giornali di San Pietroburgo, Golos e Peterburgskii Listok, accusandoli di pubblicare notizie false e distrarre i lettori dalle gravi preoccupazioni sociali della Russia attraverso la l'ossessione per lo spettacolo e la cultura popolare europea.

### Istruzione
Gli standard educativi erano molto bassi nell'Impero. Nel 1800 il livello di alfabetizzazione tra i contadini variava dall'1 al 12% e per gli uomini in città dal 20 al 25%. I tassi erano più alti per i nobili (84-87%), i mercanti (75-84%), seguiti dai lavoratori e i contadini. I servi erano i meno istruiti. Le donne erano sempre molto meno istruite rispetto agli uomini. Al contrario, nell'Europa occidentale, in città il livello di alfabetizzazione fu di almeno il 50%. Gli ortodossi non vedevano di buon occhio l'istruzione: non avevano alcun bisogno religioso per l'alfabetizzazione. I contadini non erano alfabetizzati e coloro che lo erano come artigiani, uomini d'affari e professionisti erano in numero limitato, al 1851 solo l'8% dei russi viveva in città.
Dopo l'avvento al trono nel 1801 di Alessandro I molte riforme furono promesse, ma poche ne furono realizzate prima del 1820, allorché l'attenzione venne rivolta alla politica estera e alla religione e vennero ignorati i problemi interni. A differenza dell'Occidente l'apparato burocratico fu molto piccolo, composto solamente da circa 17.000 funzionari pubblici, la maggior parte dei quali viveva a Mosca o a San Pietroburgo. La modernizzazione del governo richiedeva una burocrazia più grande, ma a sua volta era necessario un sistema educativo in grado di fornire una formazione adeguata, ma la Russia non lo possedeva e per l'educazione universitaria i giovani andavano nell'Europa occidentale. L'esercito e la chiesa avevano i loro programmi di formazione, strettamente concentrati sui loro bisogni. La riforma più importante in questo campo fu l'istituire un sistema nazionale di educazione. Il Ministero della Pubblica Istruzione venne istituito nel 1802 e il paese venne diviso in sei regioni educative. Il piano a lungo termine istituiva un'università in ogni regione, una scuola secondaria in ogni grande città, scuole elementari aggiornate e una parrocchiale ogni due parrocchie. Nel 1825 il governo gestiva 6 università, 48 scuole secondarie e 337 scuole elementari rinnovate, in totale vennero messe a disposizione per gli studenti 391 scuole statali. Insegnanti altamente qualificati arrivarono dall'esilio in Francia, da dove fuggirono a causa della rivoluzione. I gesuiti in esilio istituirono collegi d'élite fino a quando il loro ordine venne espulso nel 1815. Furono istituite università sul modello tedesco a Kazan', Charkiv, San Pietroburgo, Vilnius e Tartu, allo stesso tempo l'Università imperiale di Mosca venne ampliata. L'istruzione superiore era affidata a un'élite molto piccola, con poche centinaia di studenti nelle università entro il 1825 e 5.500 scolari nelle scuole secondarie. Le scuole erano riservate ai maschi. La maggior parte delle famiglie ricche assumeva tutor privati.
Nicola I fu un reazionario che voleva neutralizzare le idee straniere, in particolare quelle che definiva "pseudo-conoscenza". Tuttavia il ministro della pubblica istruzione, Sergej Semënovič Uvarov fu in grado di garantire maggiore libertà accademica per la facoltà universitarie, prese di mira dai funzionari della chiesa. Alzò gli standard accademici, migliorò le università e aprì le porte di ammissione che divennero più ampie. Lo zar tollerò i suoi risultati fino al 1848, da quel momento li annullò. Fino alla fine del XIX secolo, il governo continuò a concentrarsi sulle università ignorando le scuole elementari e secondarie. Nel 1900 c'erano 17.000 universitari e oltre 30.000 iscritti in istituti tecnici specializzati. Gli studenti erano molto numerosi a Mosca e San Pietroburgo come forza politica in prima linea nelle manifestazioni e nei disordini. La maggior parte delle università utilizzava il russo, le restanti usavano altre lingue ma subivano la russificazione.

## Festività
| Data       | Nome italiano                       | Nome russo              | Significato |
| ---------- | ----------------------------------- | ----------------------- | --- |
| 7 gennaio  | Natale in Russia                    | Рождество               | celebrazione del Natale ortodosso                                                                                               |
| 14 gennaio | Capodanno                           | Новый Год               | |
| 8 febbraio | Giornata della scienza russa        | Русский день науки      | istituzione dell'Accademia russa delle scienze nel 1724, nascita di Dmitrij Ivanovič Mendeleev                                  |
| 8 marzo    | Giornata internazionale della donna | женский день            | |
| 7 luglio   | Notte di Ivan Kupala                | Иван-Купала             | Festa di origine pagana adattata dalla chiesa ortodossa come festa di San Giovanni Battista (kupel, fonte battesimale in russo) |
| 8 agosto   | Giornata dello zar                  | Царий день              | Celebrata da Ivan IV di Russia fino a Nicola II                                                                                 |
| 4 novembre | Giornata dell'unità nazionale       | День народного единства | cacciata dei Polacchi e Lituani da Mosca, nel 1612                                                                              |

## Cronologia degli Imperatori

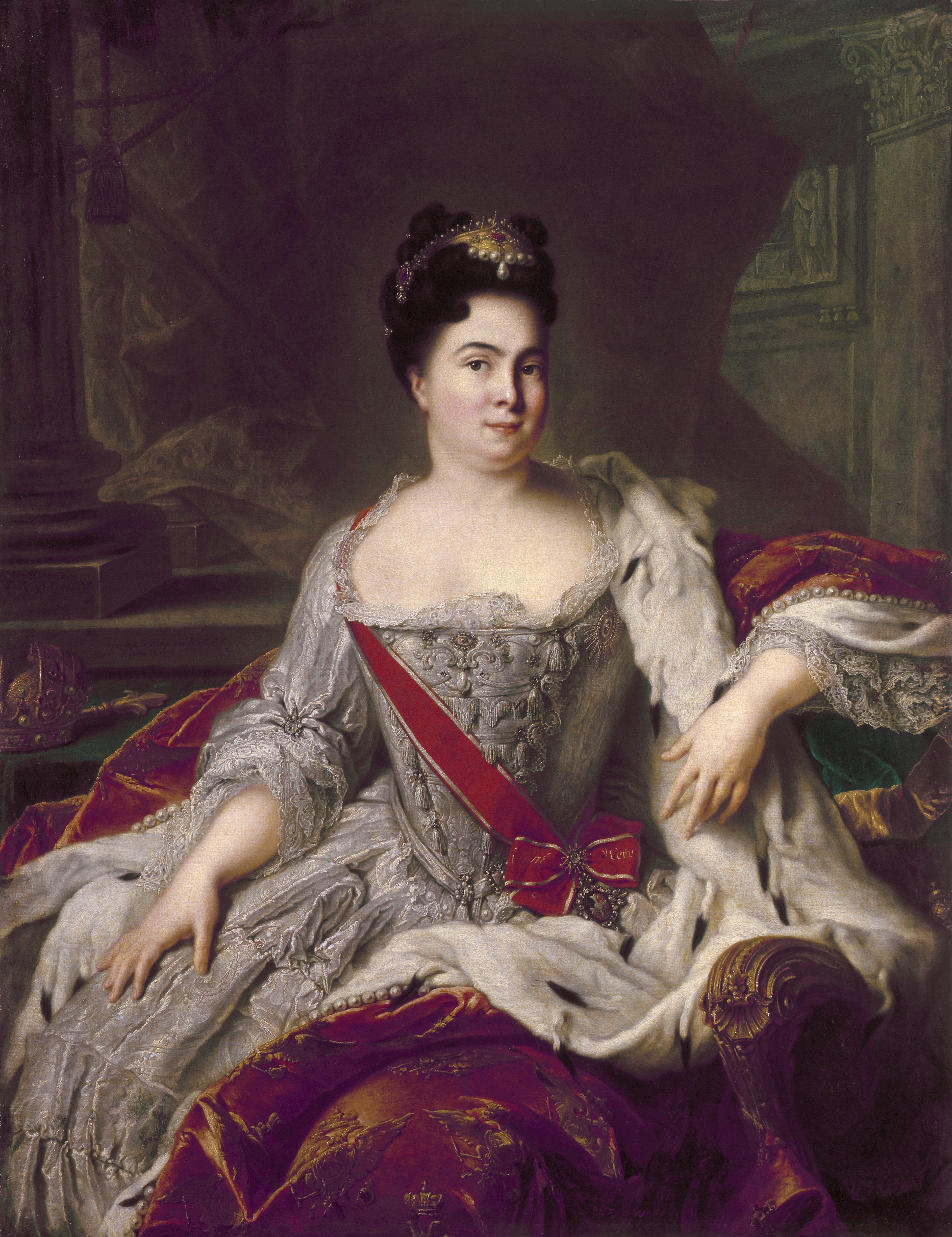
Caterina I di Russia

- Pietro I detto il Grande (1682–1725)
- Caterina I (1725–1727)
- Pietro II (1727–1730)
- Anna I (1730–1740)
- Ivan VI (1740–1741, sotto la reggenza di Anna II)
- Elisabetta (1741–1762)
- Pietro III (1762)
- Caterina II, detta la Grande (1762–1796)
- Paolo I (1796–1801)
- Alessandro I (1801–1825)
- Costantino di Russia (1825)
- Nicola I (1825–1855)
- Alessandro II (1855–1881)
- Alessandro III (1881–1894)
- Nicola II (1894–1917), abdicò nel 1917 (Michail Aleksandrovič Romanov rinunciò al trono) e nel 1918 venne ucciso dai bolscevichi.